# Alfred Hitchcock
Sir Alfred Joseph Hitchcock KBE (Londres, 13 d'agost del 1899 - Los Angeles, 29 d'abril del 1980) va ser un director de cinema anglès. Tot i que no ha estat guardonat mai amb l'Oscar de l'Acadèmia de Hollywood, és citat habitualment com el millor director de cinema de tots els temps.
Després d'una carrera d'èxit al seu país natal en l'època del cinema mut i al començament del cinema sonor, Hitchcock s'instal·la a Hollywood. En el transcurs dels seus aproximadament seixanta anys de carrera, realitza més de cinquanta llargmetratges, alguns dels quals es troben –tant pel seu èxit de públic com per la seva rebuda i la seva posterior crítica– entre els més importants del setè art, com per exemple Els trenta-nou graons, Notorious, La finestra indiscreta, Vertigen (D'entre els morts), Perseguit per la mort, Psicosi o Els ocells.
Pioner de nombroses tècniques en el gènere del thriller, Hitchcock –«l'amo del suspens»– és considerat com un dels realitzadors més influents en l'aspecte estilístic, que instal·la les nocions de suspens i de MacGuffin en l'univers cinematogràfic. Els seus thrillers sovint es caracteritzen per una hàbil combinació entre tensió i humor. Els seus temes recurrents són la por, la culpabilitat i la pèrdua d'identitat; un altre tema que es troba freqüentment en les seves obres, amb algunes variacions, és el de l'innocent perseguit. Dotat, d'altra banda, d'un sentit agut de l'autopromoció –sobretot mitjançant els seus cameos–, Hitchcock continua sent avui dia una de les personalitats del segle xx més conegudes arreu del món.
Sovint considerat com un dels principals realitzadors britànics, el seu nom figura en primer lloc en una llista elaborada el 2007 per crítics cinematogràfics per al The Daily Telegraph, amb el comentari: «sense cap dubte, el principal cineasta que ha sortit d'aquestes illes, Hitchcock ha fet més que cap altre director per afaiçonar el cinema modern, que sense ell seria del tot diferent. Posseïa un olfacte per a la narració, dissimulant amb crueltat (als seus personatges i a l'espectador) les informacions crucials i incitant com cap altre les emocions del públic.»

## Biografia

### Els primers anys

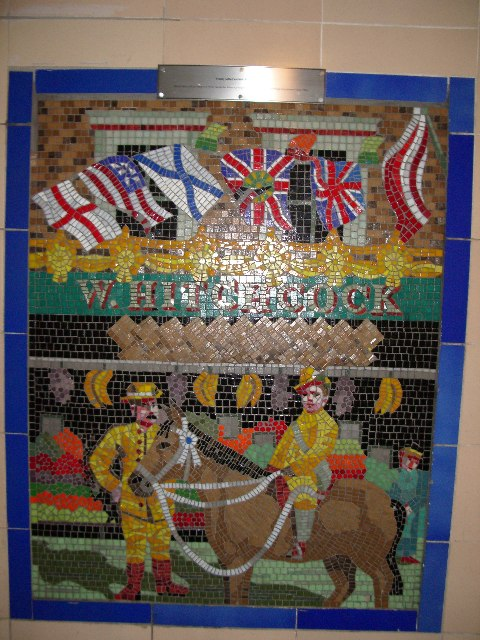
«A Hitchcock Thriller». Element d'un mosaic al metro de Leytonstone (Londres). Alfred Hitchcock és representat a cavall, al costat de la parada del seu pare, no lluny del 517 de High Road.

Alfred Hitchcock neix el 13 d'agost del 1899 a Leytonstone, als afores de Londres. És fill de William Hitchcock (1862-1914) i d'Emma Jane Hitchcock, nascuda Whelan (1863-1942). El seu pare és majorista d'aviram i de fruites i llegums. Alfred, a qui es posa el nom d'un dels seus oncles -el germà del seu pare- és el petit de tres germans: William i Eileen, que van néixer respectivament el 1890 i el 1892. La seva família és en gran part catòlica. La seva mare i la seva àvia paterna són d'origen irlandès. A Londres, Hitchcock freqüenta el col·legi St. Ignatius a Stamford Hill, una escola portada pels jesuïtes. Més tard, el cristianisme serà evocat de vegades en els seus films, i de tant en tant esgratinyat, sens dubte a causa d'aquesta educació de la qual guardarà un molt mal record, sobretot a causa de la por als càstigs corporals.
Hitchcock descriurà sovint la seva infantesa com molt solitària i protegida, situació agreujada per la seva obesitat. Reconeix ell mateix no haver tingut amics en aquesta època i haver passat el temps jugant sol. Aquest sentiment d'aïllament s'accentua quan, un vespre, sorprèn la seva mare a punt d'agafar joguines del seu regal de Nadal per esmunyir-les en les del seu germà i de la seva germana. La mare de Hitchcock té sovint el costum, en particular quan es porta malament, d'obligar-lo a dirigir-se a ella mantenint-se dempeus, durant hores, al peu del seu llit. Aquestes experiències seran més tard utilitzades per descriure el personatge de Norman Bates a la pel·lícula Psicosi. Hitchcock testimoniarà sempre, també, una certa desconfiança enfront de la policia. Això es pot explicar per una ràpida estada a comissaria. Quan només tenia quatre o cinc anys, el seu pare l'hauria enviat a una comissaria amb una nota per lliurar als policies. Després de la lectura de la nota, els policies l'haurien tancat en una cel·la, per deixar-lo anar al cap de només alguns minuts, dient-li: «Heus aquí el que els passa als nois dolents». Més tard, el realitzador explicarà diverses vegades aquesta anècdota per explicar el seu temor a l'autoritat. Si aquesta història és autèntica o falsa, no se sap, però en les seves pel·lícules es troben freqüentment els ecos d'aquesta idea de ser tractat difícilment o ser acusat equivocadament.
El 1914, any de la mort del seu pare –Hitchcock té llavors catorze anys–, deixa el col·legi St. Ignatius i marxa a estudiar a la London County Council School of Engineering and Navigation, a Poplar (Londres). Després de diplomar-se, aconsegueix una feina al departament de «publicitat» de la societat W. T. Henley Telegraphic. Llavors escriu novel·les per a una revista que publiquen els seus col·legues. Admirador de Charles Dickens i Edgar Allan Poe, s'aficiona ràpidament al cinema gràcies al visionament d'El naixement d'una nació, de David Wark Griffith.

### Inicis en el món del cinema
El seu treball com a publicitari desenvolupa el seu talent de grafista. Durant aquest període, Hitchcock es comença a interessar pel cinema. El 1920, gràcies a un actor que aleshores treballava també a Henley, és contractat com a autor i grafista d'intertítols als Studios Islington, que acabava de fundar a Londres la Famous-Players-Lasky, una firma estatunidenca que ambicionava de muntar produccions internacionals amb estrelles angleses i estatunidenques i escenògrafs de Hollywood; aquesta firma es convertirà més tard en la Paramount. Ràpidament, Hitchcock esdevé cap de la secció «Titulacions» de la societat i, durant dos anys, redacta i dibuixa els títols de pel·lícules de cineastes com Hugh Ford, Donald Crisp i George Fitzmaurice, fent també de muntador, director artístic i guionista. Al començament dels anys 1920, veu la possibilitat d'intentar la realització, quan el director d'Always Tell Your Wife (1923), Hugh Croise, es posa malalt en el curs del rodatge, i aconsegueix convèncer Seymour Hicks, alhora l'estrella i el productor de la pel·lícula, que li permeti ajudar-lo a acabar-la. 

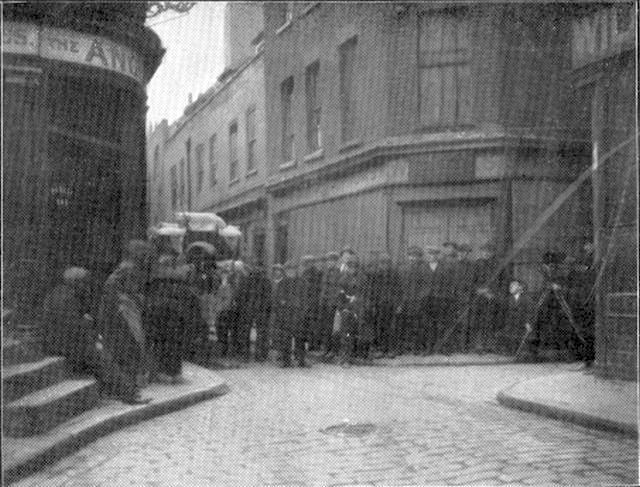
Foto rara, presa el 1922, en el rodatge de Number Thirteen. La pel·lícula va continuar inacabada i les escenes rodades es consideren avui perdudes.

 Hitchcock, llavors, s'associa amb l'actriu Clare Greet i intenta produir i realitzar una primera pel·lícula, Number Thirteen (1922), que tracta d'un petit poble londinenc. La producció serà, tanmateix, anul·lada per dificultats econòmiques. Les poques escenes que haurien estat rodades es consideren avui perdudes. El mateix Hitchcock renegarà de la seva qualitat més endavant. The white shadow, una pel·lícula en la qual havia participat, acaba de ser trobada en un arxiu privat a Nova Zelanda.

### Període britànic, abans de la guerra

#### Cinema mut

##### Michael Balcon: Gainsborough
A finals del 1922, la Famous Players-Lasky decideix aturar la seva producció a Islington. Un petit equip, del qual forma part Hitchcock, és retingut per l'estudi; i quan Michael Balcon funda amb Victor Saville i John Freedman una nova companyia independent, Gainsborough Pictures, i roda la seva primera pel·lícula a Islington, Hitchcock és contractat com ajudant de direcció.
El 1923, coneix la seva futura dona, Alma Reville, en el rodatge de la pel·lícula de Graham Cutts, Woman to Woman, en el guió de la qual col·labora. Es casarà amb ella el 1926. Durant els seus anys de formació, es perfecciona en tots els àmbits: decorats, vestuari, guions... L'última col·laboració de Cutts i Hitchcock el porta a Alemanya el 1924, on treballa per la UFA com a decorador i després com a guionista. La pel·lícula Die Prinzessin und der Geiger, del 1925, dirigida per Cutts i coescrita per Hitchcock, és produïda als estudis de Babelsberg a Potsdam, prop de Berlín. Hitchcock té llavors l'ocasió d'assistir al rodatge de Der Letzte Mann, de l'any 1924, de Friedrich Wilhelm Murnau; quedarà profundament marcat per aquesta experiència i s'inspirarà en els realitzadors expressionistes, sobretot Murnau, les tècniques del qual, més tard, l'inspiraran per a la concepció dels decorats de les seves pròpies pel·lícules, i Fritz Lang. Contràriament a altres realitzadors, el component literari dels quals està molt afirmat, Hitchcock continuarà sent sempre un amant de la tècnica i del perfeccionisme d'escenes molt complexes.

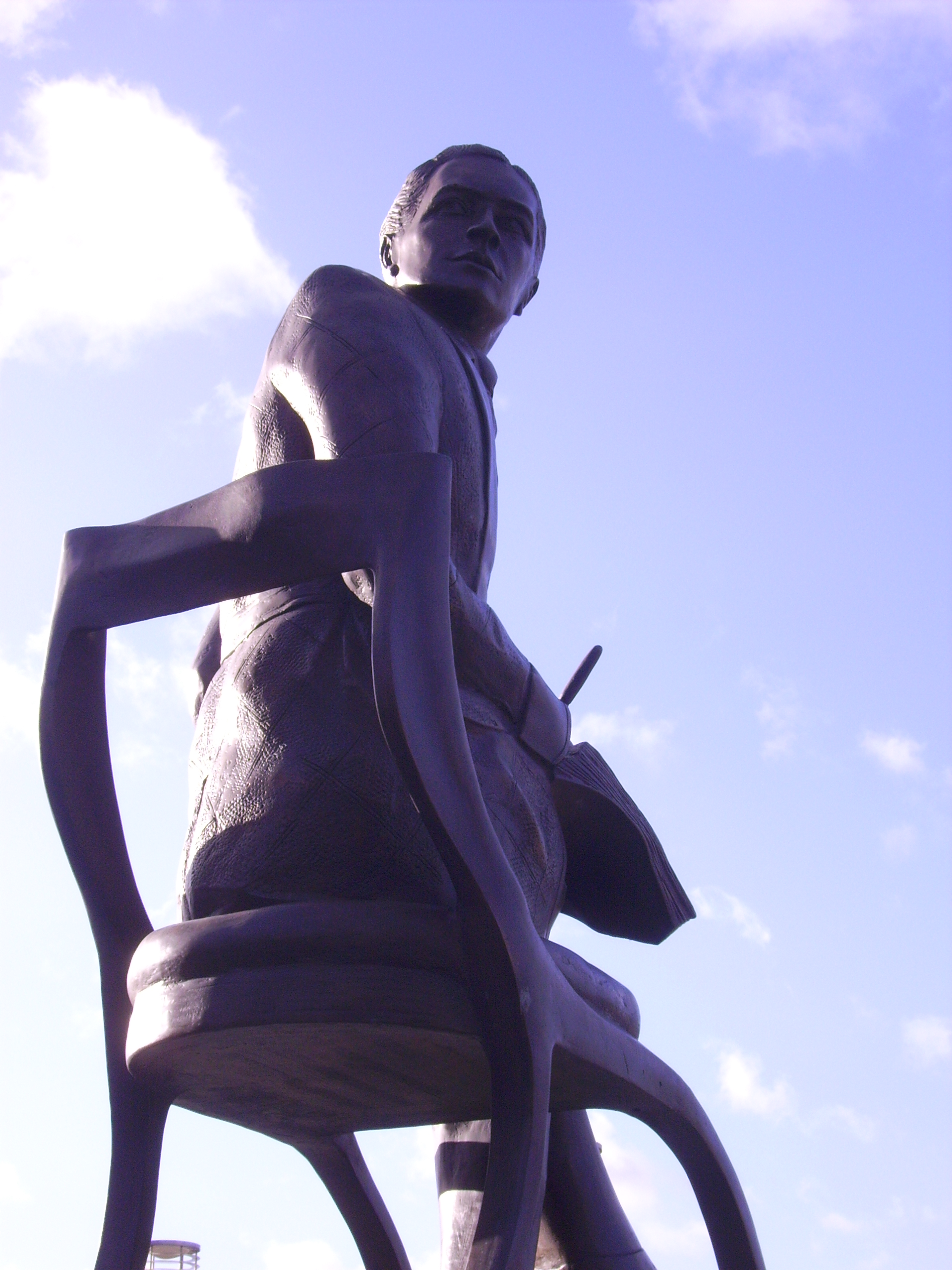
Estàtua d'Ivor Novello (a Cardiff Bay, Gal·les), l'actor principal de The Lodger i Downhill (1927).

 El 1925, Michael Balcon dona una altra oportunitat a Hitchcock confiant-li la direcció de The Pleasure Garden, el rodatge de la qual té lloc als estudis de l'UFA a Múnic, Alemanya. El film –un conte moral que té el teatre com a tela de fons– comença amb una escena de voyeurisme, emblema d'un dels aspectes de la futura carrera del realitzador: un tràveling lateral ensenyant les reaccions divertides d'un públic masculí que assisteix a una escena de cabaret. Desgraciadament, The Pleasure Garden és un fracàs comercial. Hitchcock dirigeix llavors un drama, The Mountain Eagle (estrenat als Estats Units amb el títol Fear o' God), del qual avui cap còpia no sembla haver sobreviscut. Una vegada acabades les dues pel·lícules, són visionades pels distribuïdors, que les deixen de banda.

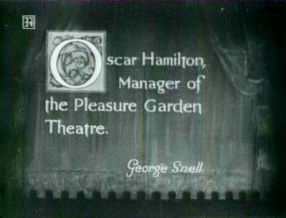
Intertítol de la pel·lícula The Pleasure Garden (1925), la primera pel·lícula «acabada» de Hitchcock.

El 2 de desembre del 1926, Hitchcock, la carrera del qual sembla acabada, es casa amb la seva ajudanta, la muntadora i anotadora Alma Reville, a l'església del Cor Immaculat de Maria (Church of the Immaculate Heart of Mary, més coneguda com a Brompton Oratory). Amb ella té una filla el 7 de juliol del 1928, Patricia. Alma, amb qui Hitchcock restarà fins al final de la seva vida, hereta la vena del cinema del pare i es convertirà en la més propera col·laboradora del seu marit. Participarà en l'escriptura d'alguns dels seus guions i –encara que sovint el seu nom no aparegui en els crèdits– col·laborarà amb ell en la majoria de les seves pel·lícules.

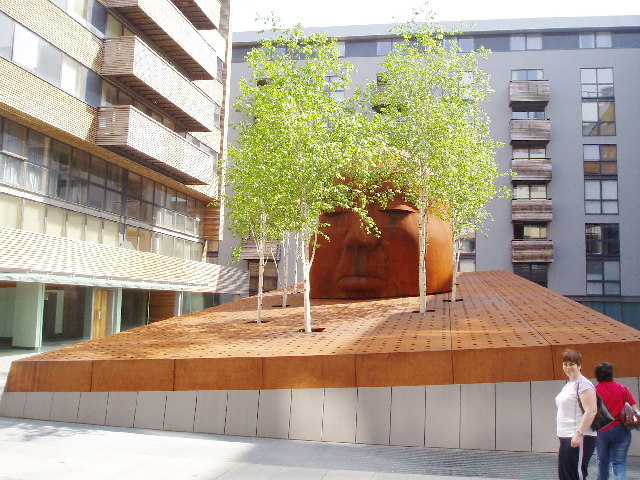
Estàtua del cap d'Alfred Hitchcock, a l'antic indret dels estudis Gainsborough.

Alguns mesos després del seu matrimoni, la sort somriu finalment al realitzador, amb el seu primer thriller, The Lodger, també conegut amb el seu títol original The Lodger: A Story of the London Fog, adaptació d'un best-seller de Marie Belloc Lowndes, amb Ivor Novello en el paper principal, un dels actors més famosos a la Gran Bretanya de l'època.
Aquesta pel·lícula de suspens -on una rossa seductora és assassinada i les sospites es dirigeixen al nou llogater d'un apartament veí, malgrat que sigui innocent del crim- està lliurement inspirada en la història de Jack l'Esbudellador i és considerada invendible pel distribuïdor C. M. Woolf, que estima que els angles de presa de vistes són insòlits i que les estranyes il·luminacions inspirades en el cinema alemany confondran el públic anglès. Balcon decideix llavors contractar el crític Ivor Montagu per aconsellar Hitchcock. La pel·lícula, que surt el 14 de febrer del 1927, resultarà ser un èxit comercial i de crítica al Regne Unit: el públic es llança a les sales i el Daily Exprés, fins i tot, qualificarà Hitchcock de «jove geni ». Com és el cas per a un bon nombre de les seves primeres obres, aquesta pel·lícula és influenciada per les tècniques del cinema expressionista, del qual Hitchcock havia estat personalment testimoni a Alemanya. Alguns comentaristes consideren The Lodger com la primera pel·lícula «veritablement hitchcockniana», sobretot, pel fet de trobar-hi –entre altres temes– el del «fals culpable». La pel·lícula és igualment coneguda per ser la primera en què el realitzador farà una breu aparició (cameo); aquesta idea, l'origen de la qual seria que faltava un figurant al qual Hitchcock va decidir suplir en l'últim minut, es convertirà, des d'aleshores, en una de les seves marques de fàbrica i una de les seves millors eines de promoció. Com dirà Roy Ward Baker: els directors eren considerats en aquesta època només com a tècnics molt ben pagats i Hitchcock, des del començament de la seva carrera a la Gran Bretanya, transformaria aquesta imatge.
Després de l'èxit de The Lodger, el realitzador pot escollir la seva pròxima pel·lícula. Posa en escena Downhill (1927), coescrita i interpretada per Ivor Novello, autor de l'obra original. «Va ser el rodatge més elegant de la meva carrera», dirà més tard Hitchcock al respecte. La pel·lícula, tanmateix, no té un gran èxit. Roda, llavors, Easy Virtue (1928), extret d'una peça de Noël Coward -una pel·lícula que pateix d'absència de diàlegs.

##### British International
Hitchcock, descontent dels guions que li proposen, deixa Gainsborough Pictures per signar un contracte amb la British International Pictures (BIP). La primera pel·lícula realitzada per a la companyia, The Ring (1927), una història de triangle amorós sobre el fons de boxa, troba els favors del públic. Segueix una comèdia romàntica, The Farmer's Wife (1928); en el rodatge, Hitchcock ha de reemplaçar el director de fotografia, Jack Cox, malalt. L'any següent, Hitchcock, que aleshores viu amb la seva esposa -i aviat amb la petita Patricia- al 153 de Cromwell Road, un xalet als afores a l'oest de Londres, dirigeix les seves últimes pel·lícules mudes: Champagne (1928) i The Manxman (1929).

#### Les primeres pel·lícules sonores

##### Blackmail: del mut al sonor
Hitchcock sap que les seves últimes pel·lícules no estan a l'altura de les esperances deixades per The Lodger. Malgrat un gran domini tècnic, a les idees els falta esclat. El 1929, el director roda el seu desè llargmetratge, Blackmail, que és una adaptació d'una obra de Charles Bennett, el qual es convertirà, des de The Man Who Knew Too Much (1934) fins a Enviat especial (1940), en un dels guionistes habituals de Hitchcock i que tindrà una influència determinant sobre l'orientació de l'obra hitchcockiana.
Tot i que la pel·lícula no està encara acabada, la BIP, entusiasmada per la idea d'utilitzar la revolució tècnica que constitueix llavors l'arribada del cinema sonor, decideix fer de Blackmail una de les primeres pel·lícules sonores mai produïdes a la Gran Bretanya. Hitchcock se serveix del so com d'un element particular de la pel·lícula, sobretot en una escena on es posa en evidència la paraula «knife» ('ganivet'), en una conversa a la qual assisteix l'heroïna. Culminant amb una escena que té lloc a la cúpula del Museu Britànic, Blackmail és també la primera pel·lícula en la qual Hitchcock utilitza com a decorat d'una escena de suspens un lloc famós. Durant el rodatge, va rebre la visita de la duquessa de York Elisabet Bowes-Lyon, futura mare de la reina Elisabet II del Regne Unit. A l'estrena, la pel·lícula té un èxit fenomenal, tant de públic com de crítica. La premsa està encantada per la confrontació entre el deure i l'amor i, més exactament, de l'amor oposat al deure. En aquella època, Hitchcock funda, amb Baker, un agregat de premsa, la Hitchcock-Baker Ltd., una petita estructura consagrada a la seva autopromoció.
En aquesta època, Hitchcock dirigeix igualment seqüències d'Elstree Calling (1930), una revista musical filmada, produïda per la BIP, així com un curtmetratge, An Elastic Affair (1930), que té com a protagonistes dos premiats en la Film Weekly. Hitchcock també hauria participat, modestament, en una altra revista musical de la BIP, Harmony Heaven (1929), encara que el seu nom no n'aparegui en els crèdits. Hitchcock dirigeix a continuació Juno and the Paycock (1930), adaptat sense gran brillantor, sens dubte massa fidelment, d'una obra de l'irlandès Sean O'Casey; es tracta versemblantment d'un reflex de la voluntat d'explotar la novetat de l'arribada del sonor. Roda després, del 1930 al 1934, Murder! -del qual realitzarà també una versió amb actors alemanys, distribuïda amb el títol Mary - The Skin Game, Rich and Strange, Number Seventeen, així com una pel·lícula musical, Waltzes from Vienna.

##### Michael Balcon: Gaumont British
El 1933, Hitchcock és contractat novament per Balcon en la Gaumont British Picture Corporation. La seva primera pel·lícula per a la companyia (The Man Who Knew Too Much, 1934), és un èxit. Hitchcock en rodarà ell mateix un remake als Estats Units. Pel que fa a la segona (Els trenta-nou graons, 1935), que servirà més tard de model a Innocència i joventut, Enviat especial, Sabotage i a Perseguit per la mort, és normalment citada com una de les millors pel·lícules del començament de la carrera del realitzador. Les dues cintes tenen en comú Charles Bennett com a guionista principal.
La història és la d'un home acusat equivocadament i obligat a provar la seva innocència. Un londinenc (Robert Donat) accepta allotjar en el seu apartament una jove que, de fet, és una agent secreta que lluita contra una misteriosa organització anomenada «Els 39 graons». La desconeguda és morta i el jove, tement estar acusat d'assassinat, es decideix a esbrinar-ne més sobre l'organització en qüestió.
Els trenta-nou graons és la primera pel·lícula en la qual Hitchcock recorre a un «MacGuffin», terme que designa un element de la intriga al voltant del qual sembla girar tota la història, però que no té en realitat cap relació amb el significat d'aquesta o la manera com s'acaba. En Els trenta-nou graons, el «MacGuffin » és en aquest cas amagat en una sèrie de plànols que semblen haver estat eludits.
La següent pel·lícula del realitzador, Sabotage, del 1936, és l'adaptació molt lliure, per Charles Bennett i Alma Reville, l'esposa de Hitchcock, d'una novel·la de Joseph Conrad.
Es tracta d'una fosca organització terrorista amb seu a Londres, i en particular d'un dels seus membres, Mr. Verloc (Oskar Homolka), amb un físic brutal, propietari d'un cinema i que porta una vida en aparença tranquil·la amb la seva seductora esposa (Sylvia Sidney) i el jove germà d'aquesta. A propòsit d'aquesta pel·lícula, se cita sovint una anècdota. En el rodatge d'una escena dramàtica on havia d'intervenir, Sylvia Sidney hauria plorat fins a vessar llàgrimes, veient que el realitzador prefereix passar el seu temps enquadrant elements dels decorats abans que amb ella. Tanmateix, després d'haver vist el resultat a la pantalla, l'actriu, entusiasmada, hauria alertat immediatament el productor de Hollywood David O. Selznick perquè s'interessés pel sorprenent director. És possible que aquesta història formi només part de la llegenda que envolta el cineasta, però nogensmenys continua sent significativa. Bastant estranyament, malgrat algunes escenes notables, Sabotage serà un fracàs comercial. Hitchcock ho explicarà pel fet que, en aquesta pel·lícula, molt fosca, una escena particularment angoixant acaba en la mort, impactant, d'un nen.
El 1937, Alfred Hitchcock, acompanyat de la seva dona Alma i de la seva ajudanta Joan Harrison, fa un primer viatge a Hollywood, als Estats Units.

##### Gainsborough, sense M. Balcon
Amb Sabotage, s'acaba de manera abrupta la segona fase de fructífera col·laboració amb Michael Balcon, en el moment en què els propietaris de la Gaumont British van tancar definitivament el negoci. Llavors, Hitchcock rodarà les seves dues pel·lícules següents de nou per la Gainsborough Pictures, però sense el seu antic promotor. Innocència i joventut (1937) constitueix una variació sobre el tema de l'innocent injustament perseguit, amb un to de comèdia més pronunciat.
El director coneix un altre èxit important el 1938 amb The Lady Vanishes, una pel·lícula espiritual i de fort ritme en la qual el tema és la desaparició de Miss Froy, simpàtica vella anglesa (May Whitty), mentre viatja en un tren en un país fictici anomenat Vandrika, una al·lusió a penes velada a l'Alemanya nazi. Encara que tracta d'un viatge, el rodatge té lloc exclusivament en un petit estudi londinenc, i té el recurs, per donar la il·lusió de desorientació, de maquetes i projeccions en segon pla dels personatges.
En aquesta època, Hitchcock va fer una reflexió poc afalagadora, referint-se als actors, i assimilant-los al «bestiar». La frase acompanyaria llavors Hitchcock durant anys. I cap a finals dels anys 1930, però, el realitzador gaudeix d'una certa reputació amb el públic estatunidenc; es troba aleshores, a la Gran Bretanya, en el cim del seu art.
Així, David O. Selznick li proposa anar a treballar a Hollywood. Hitchcock accepta i, a partir d'aquell moment, rodarà quasi totes les seves pel·lícules als Estats Units. El 14 de juliol del 1938, signa un contracte de 40.000 dòlars per pel·lícula. El 1939, roda –provisionalment- una última pel·lícula a la Gran Bretanya, Jamaica Inn, un melodrama històric. El 6 de març del 1939, ell i la seva família arriben a Nova York i després s'instal·len a Los Angeles.

### Període estatunidenc
El suspens i l'humor negre, convertits en la marca de fàbrica de Hitchcock, continuarien apareixent en les seves realitzacions estatunidenques. Ràpidament, Hitchcock quedarà impressionat pels superiors recursos de què disposaven els estudis estatunidencs, en comparació amb les restriccions financeres amb les quals s'havia trobat sovint a Anglaterra.
El setembre del 1940, els Hitchcock compren Cornwall, un ranxo de 200 acres (0,81 km²) situat a prop de la petita ciutat de Scotts Valley, a les muntanyes Santa Cruz, al nord de Califòrnia. El ranxo continuarà sent la seva residència principal fins a la seva mort, malgrat que conservarà la seva casa de Bel Air.

#### Els anys 1940
Hitchcock no dirigirà més que quatre pel·lícules per a Selznick (Rebecca el 1940; Spellbound el 1945; Notorious el 1946 i The Paradine Case el 1947, abans de decidir ser el seu propi productor, el 1947. Tanmateix, produir una pel·lícula és car i les primeres obres independents d'Alfred Hitchcock (La soga i Under Capricorn) no aconsegueixen gaire recaptació. El 3 de gener del 1949, el realitzador signa amb la Warner Bros un contracte pel qual es compromet a rodar quatre pel·lícules en sis anys.

##### Durant la Segona Guerra Mundial

###### Començaments estatunidencs amb David O. Selznick

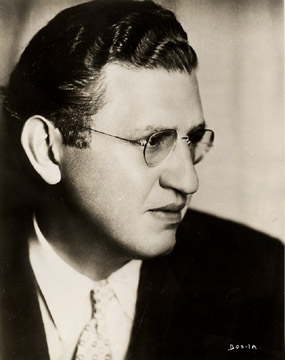
El productor David O. Selznick.

Les condicions de treball amb Selznick no seran òptimes. Normalment, el productor es trobava en dificultats financeres i, sovint, Hitchcock estarà descontent amb el control exercitat per Selznick sobre les seves pel·lícules. Selznick «lloarà» Hitchcock als grans estudis (RKO, Universal, 20th Century Fox) abans que produir ell mateix les pel·lícules del director. A més a més, Selznick, com Samuel Goldwyn, el seu col·lega productor independent, només feia algunes pel·lícules cada any, de manera que no tenia sempre projectes per a proposar a Hitchcock. Goldwyn havia negociat també amb el realitzador per a un contracte potencial, però Selznick havia pujat i se l'havia endut. Més tard, en una entrevista, Hitchcock resumirà així la seva col·laboració:
« [Selznick] era el Gran Productor. […] El productor era el rei. La cosa més afalagadora que Mr. Selznick mai no hagi dit de mi -i això mostra el grau de control-... és que era l'únic director a qui confiaria una pel·lícula. »

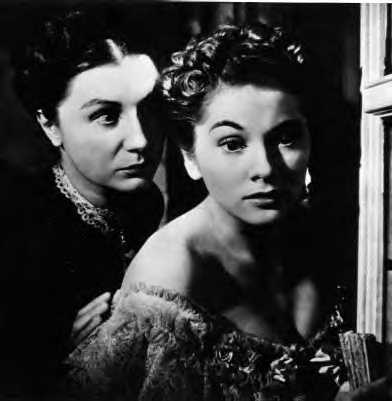
Mrs. Danvers (Judith Anderson), la majordoma poc agradable, i la jove Mrs. De Winter (Joan Fontaine), en Rebecca (1940).

En un principi, el productor desitja que Hitchcock realitzi una pel·lícula sobre el naufragi del Titanic. No obstant això, Hitchcock aconsegueix imposar la seva tria. Opta per Rebecca (1940), l'adaptació d'un best-seller de la seva compatriota Daphne du Maurier (també autora de L'Hostal de Jamaica, d'on era treta la seva pel·lícula precedent, i de la novel·la Els ocells, que el realitzador portaria més tard a la pantalla). La història es desenvolupa a Anglaterra. Els papers principals seran interpretats per Laurence Olivier i Joan Fontaine, actors britànics, i l'escriptura del guió és confiada a Joan Harrison, també britànica. Com a conseqüència de l'afecte de Hitchcock pel seu país natal, un gran nombre de les seves pel·lícules estatunidenques tindran el Regne Unit com a decorat, o hi seran rodades, fins a Frenzy, el seu penúltim llargmetratge.
Després de nombroses revisions del guió, el rodatge de la pel·lícula arrenca el 8 de setembre del 1939, cinc dies després de la declaració de guerra d'Anglaterra a Alemanya i la vigília de la preestrena d'Allò que el vent s'endugué. A Hitchcock, li agrada treballar sol, sense interferències. Amb Selznick, ha de justificar les seves tries i prendre en consideració les idees i les observacions del productor. En el curs de la producció, sorgeixen tensions entre Hitchcock i Selznick pel que fa a la fidelitat de l'obra literària adaptada, la tria i la direcció dels actors, i la importància del muntatge. En relació amb el primer punt, per exemple, Selznick, que des de fa tres anys treballa amb Allò que el vent s'endugué -la pel·lícula que el farà famós-, amant de la literatura, desitja que les escenes i els diàlegs sencers de Rebecca siguin fidelment reproduïts a la pantalla. El seu enfocament és totalment oposat al de Hitchcock. Es queixa, d'altra banda, sobre el «maleït trencaclosques» de Hitchcock, que mostra que, finalment, no és ell, el productor, qui tindrà l'última paraula per a crear una pel·lícula a la seva manera, sinó que és obligat a seguir la visió de Hitchcock en relació amb el que s'ha d'assemblar al producte acabat.
Rebecca, conte gòtic, explora les pors d'una ingènua jove casada (l'actriu Joan Fontaine) que s'instal·la en una gran casa del camp anglès; i ha de lluitar amb un marit distant (Laurence Olivier), una majordoma massa possessiva (Judith Anderson) i la memòria de la primera esposa morta del seu marit: la bella i misteriosa Rebecca. En aquesta pel·lícula, el realitzador recorre a procediments que seran característics de les seves obres posteriors més consumades: un ritme lent, una història explicada segons el punt de vista d'un únic personatge, la introducció al recorregut d'un element que canvia totalment el sentit de la història i la utilització de procediments visuals espectaculars reservada als moments clau de la intriga.

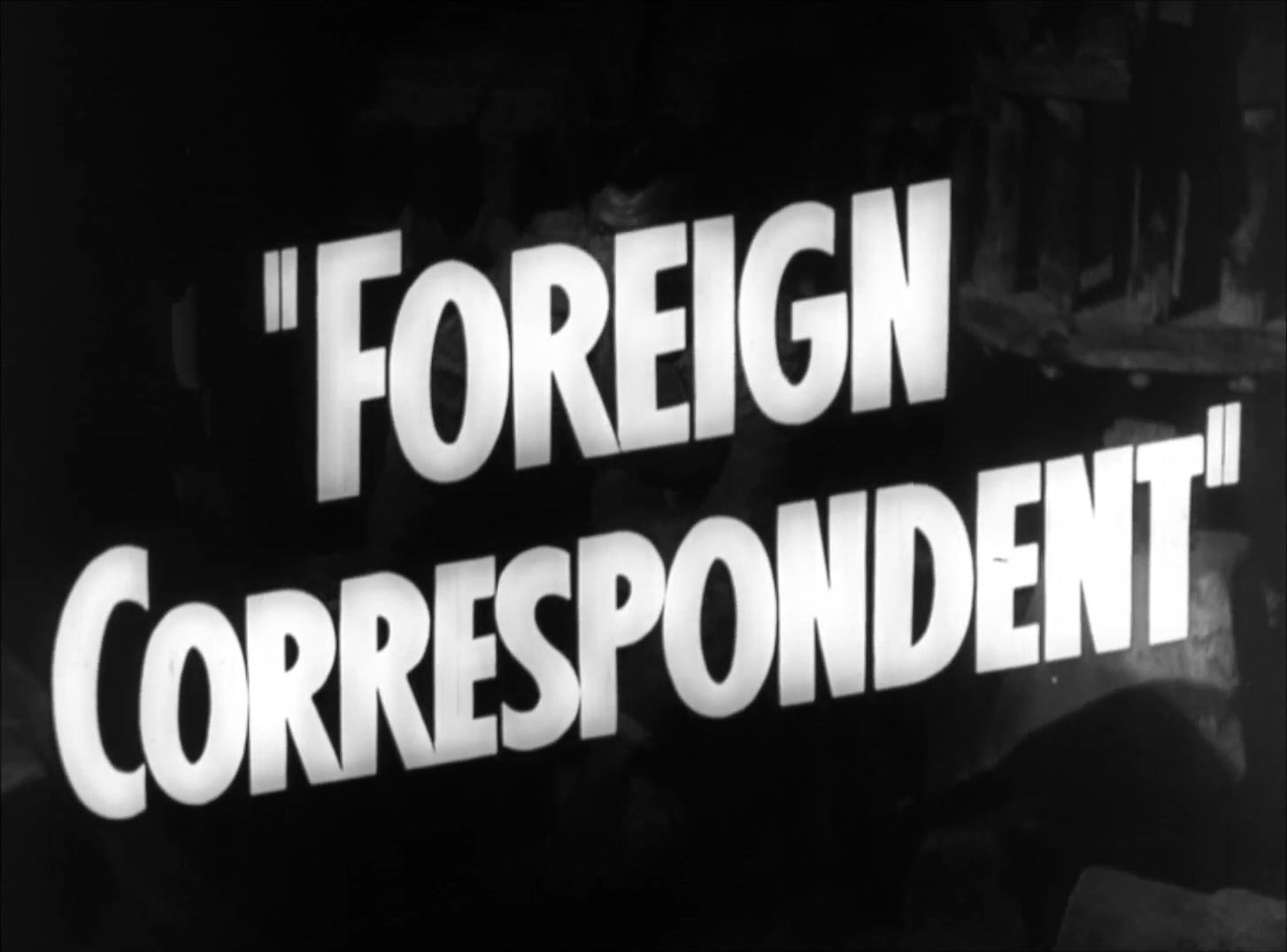
Tràiler d'Enviat especial.

Malgrat la seva durada -més de 2 hores-, és un triomf, i rep dos Oscars de tretze nominacions: el de l'Oscar a la millor pel·lícula, atorgat a Selznick, i el de la millor fotografia, atorgat al director de fotografia, George Barnes. Hitchcock és nominat per l'Oscar al millor director, però serà John Ford qui finalment s'endurà el premi per El raïm de la ira, un premi que Hitchcock no arribà a guanyar mai. Hitchcock sent amb una certa amargor que el premi a la millor pel·lícula arribi a les mans de Selznick abans que a les seves, i és sens dubte el que l'estimularia en la seva voluntat d'independència. Durant la realització de la pel·lícula, s'iniciaren les desavinences entre Selznick i Hitchcock, ja que aquest últim no podia suportar les restriccions fílmiques i artístiques del productor.
Hitchcock, com molts anglesos que viuen als Estats Units, està molt inquiet per la seva família i els seus amics que s'han quedat al país al començament de la Segona Guerra Mundial. Els ret homenatge amb la pel·lícula Enviat especial, (1940), produïda per Walter Wanger i basada en Personal History, un llibre de Vincent Sheean. La història és la d'un periodista, interpretat per Joel McCrea, enviat a Europa per analitzar l'eventualitat d'una nova guerra mundial.

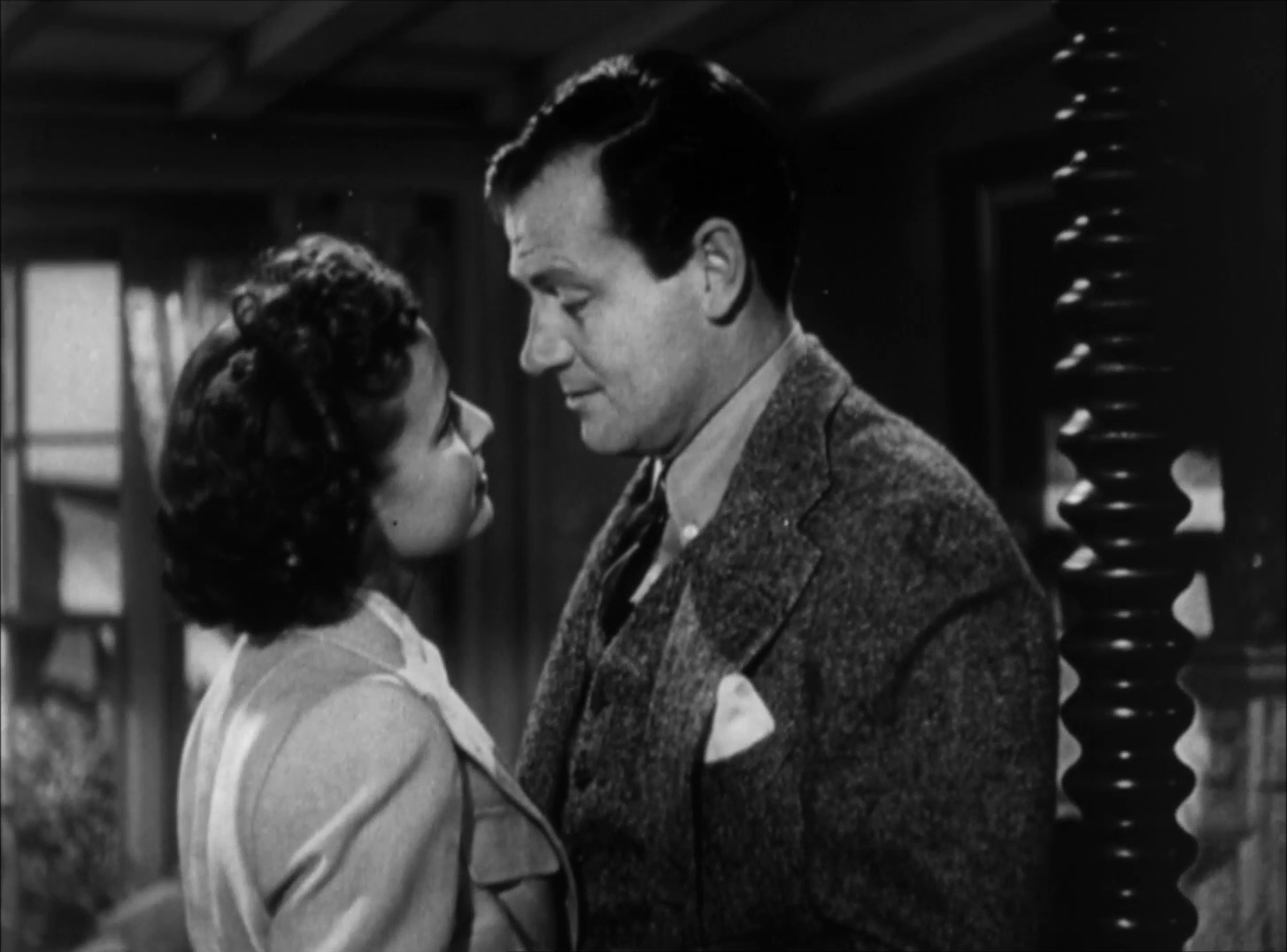
Imatge promocional d'Enviat especial (1940).

La pel·lícula, que barreja escenes reals rodades a Europa i d'altres filmades a Hollywood, s'acaba amb un al·legat a favor de l'entrada en la guerra dels Estats Units; el film va barrejar decorats construïts a Hollywood amb escenes de l'Europa real i, tanmateix, per complir amb el codi de censura aleshores en vigor als Estats Units, la pel·lícula evita les referències directes a Alemanya i als alemanys. Enviat especial serà nominada per a l'Oscar de la millor pel·lícula, en competició amb Rebecca, que serà la triada.
En la mateixa època, Hitchcock supervisa el muntatge de les versions estatunidenques de dos documentals anglesos sobre la guerra: Men of the Lightship (1941) i Target for Tonight (1941).

###### RKO Pictures
Malgrat un interès moderat pels ecos de societat, Hitchcock i la seva dona fan amistat amb Clark Gable i la seva esposa Carole Lombard, per a qui accepta dirigir una comèdia romàntica amb Robert Montgomery: Matrimoni original (1941).
La història és la d'una parella busca-raons, interpretada per Lombard i Montgomery, que descobreixen que no estan casats legalment. Després d'una separació, s'acaben reconquerint a força de discussions. El Red Book Magazine qualificarà la pel·lícula de la «comèdia més hilarant i explosiva de l'any 1942».
Tant Matrimoni original com Sospita (1941) són produïdes per la RKO. Les dues pel·lícules de Hitchcock surten el mateix any que Ciutadà Kane d'Orson Welles, produïda per la mateixa companyia, la música de la qual és signada per Bernard Herrmann, un compositor que seria important per a Hitchcock.
Hitchcock considerarà Sospita, adaptada de la novel·la Before the Fact d'Anthony Berkeley Cox, la història de la qual es desenvolupa en la seva major part a Anglaterra, com la seva segona pel·lícula anglesa realitzada a Hollywood després de Rebecca. Les escenes que representen la costa anglesa seran en realitat rodades a la costa septentrional de Santa Cruz a Califòrnia.El guió és coescrit pel novaiorquès Samson Raphaelson, per Joan Harrison i per Alma Reville. En el repartiment, es troba Joan Fontaine, que té aquesta vegada com a company Cary Grant (també britànic d'origen). Es tracta per a l'actor de la seva primera aparició en una pel·lícula de Hitchcock, i una de les rares pel·lícules de tota la seva carrera personal on encarna un personatge bastant sinistre.
Grant fa el paper d'un home que, amagant la seva ociositat en el seu encant, aconsegueix seduir una jove de fortuna i de caràcter més aviat reservat (Fontaine). Es casen. Ràpidament, la jove s'adona que el seu marit és un irresponsable i es troba, al fil d'una sèrie d'esdeveniments, submergida en una terrible angoixa. Acaba sospitant que l'home que estima és un assassí i que busca la manera de desfer-se'n d'ella. Segons el director, la por i l'angoixa formen part dels fantasmes més corrents de l'ésser humà. L'heroïna s'arriba a imaginar el seu marit precipitant per un penya-segat el seu amic i soci i, després, sospita que un got de llet és enverinat, en una escena típicament hitchcockiana, on es veu el personatge encarnat per Grant, en la penombra, pujar lentament l'escala que duu a la cambra de la seva dona, portant en una safata un got d'una blancor esbalaïdora. Hitchcock explicarà que, per a aquesta seqüència, havia fet col·locar una font lluminosa directament en el got.
En un primer muntatge, la pel·lícula respectava el final del llibre, i el personatge de Grant es revelava sent realment un assassí, però la RKO va considerar que això perjudicaria la imatge de l'actor. Tot i que –com ho reconeixerà més tard a François Truffaut–, un homicidi li hauria convingut més, Hitchcock acaba acceptant donar a la història un desenllaç més feliç, encara que ambigu.
Pel seu paper en aquesta pel·lícula, Joan Fontaine guanya, amb vint-i-quatre anys, l'Oscar a la millor actriu -l'únic de tota la seva carrera-, així com el premi de la crítica de Nova York per la seva «destacable actuació».
A partir d'aquest moment, i durant les tres dècades següents, va dirigir pel·lícules a Hollywood a raó d'una per any, reservant-se en totes una breu aparició (cameo), sempre sense diàleg. Un altre dels seus grans actors fetitxe seria James Stewart, amb qui coincidiria per primera vegada en La soga l'any 1946.

###### Les primeres pel·lícules Universal
A finals del 1941, després d'haver rodat quatre pel·lícules en dos anys, Hitchcock es llança a una producció alhora més personal i més audaç, Saboteur, que recorda Els trenta-nou graons i anuncia ja Perseguit per la mort. El 20 d'agost del 1941, data del final del rodatge de Sospita, Hitchcock es posa a treballar, fins al mes d'octubre del mateix any, amb el guionista Peter Viertel; participa igualment en el guió Dorothy Parker. Aquesta pel·lícula marca la primera col·laboració de Hitchcock amb la Universal Pictures.
La intriga comença amb un obrer de l'aeronàutica acusat, equivocadament, d'haver comès un acte de sabotatge a la seva fàbrica: un incendi que va comportar la mort del seu millor amic. Per provar la seva innocència, comença una carrera-persecució acarnissada a través del país a la recerca del vertader sabotejador. En el transcurs de la seva fugida, coneix una jove que, en principi desconfiada, l'acabarà ajudant.
Per als papers principals, Hitchcock desitjava poder disposar de Gary Cooper i Barbara Stanwyck, però, a conseqüència del rebuig de l'estudi, seran contractats finalment Robert Cummings i Priscilla Lane. El director lamentarà no haver pogut treballar, almenys pel que fa al paper masculí, amb un actor més conegut, amb qui el públic s'hagués identificat millor.
Sovint, es va retreure al realitzador que no s'interessés més per les seves pel·lícules abans de començar el rodatge però, en realitat, Hitchcock, contínuament a la recerca de la perfecció, estava sempre a punt per modificar qualsevol element del seu guió en funció del ritme del treball. Per a Saboteur, experimenta noves tècniques amb el decorador Robert F. Boyle. Roda també dues versions diferents de nombroses escenes, per tal de tenir la possibilitat d'escollir-ne en el moment del muntatge. Hitchcock podia portar una mirada crítica sobre el seu propi treball. Al final de la pel·lícula, l'heroi persegueix un assassí que es troba suspès en el cim de la torxa de l'estàtua de la Llibertat. Segons Hitchcock, es tracta d'un error, i hauria valgut més que fos l'heroi qui es trobés en aquesta empipadora postura: així, la identificació del públic amb el personatge hauria estat més forta. Estrenada l'abril del 1942, la pel·lícula, no obstant això, té un gran èxit.
El 26 de setembre del 1942, mor a Londres la seva mare a l'edat de 79 anys. A més, a l'any següent, mor també el seu germà William. Preocupat per la seva obesitat mòrbida (pesava 135 quilos), arribà a perdre 40 quilos en pocs mesos.

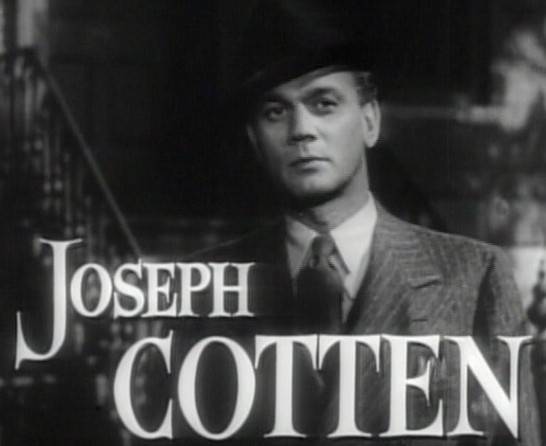
Joseph Cotten, en els crèdits de Shadow of a Doubt (1943), com el torbador i cínic oncle Charlie.

Des del final del rodatge de Secret Agent, Margaret McDonell, cap del departament literari de Selznick, es posa en contacte amb Hitchcock per proposar-li nous projectes. El realitzador tria Oncle Charlie, una història escrita per Gordon McDonell, marit de Margaret McDonell. Per escriure el guió del que serà Shadow of a Doubt (1943), la seva segona pel·lícula amb la Universal, crida en principi a Thornton Wilder, que es dedica a aquesta tasca entre maig i juny de l'any 1942. Abans d'acabar, tanmateix, el guionista decideix de manera sobtada comptar amb els serveis secrets de l'exèrcit. I des d'aleshores, la novel·lista Sally Benson i Alma Reville s'encarreguen d'acabar els diàlegs, i el rodatge comença el 10 d'agost del mateix any. Novament, nombrosos plans de Shadow of a Doubt seran filmats en exteriors, aquesta vegada a la ciutat de Santa Rosa, al nord de Califòrnia.

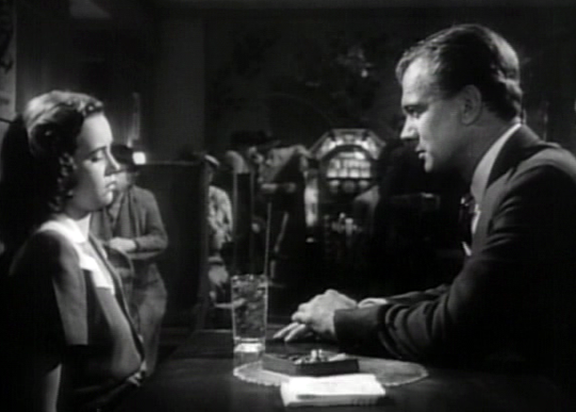
Theresa Wright i Joseph Cotten en Shadow of a Doubt. Charlie i Charlie.

En Shadow of a Doubt, que, d'entre totes les seves pel·lícules, Hitchcock dirà preferir, Joseph Cotten interpreta Charlie Oakley, un home de passat extremadament tèrbol, i manipulador. Sentint-se acorralat per la justícia, decideix refugiar-se amb la seva germana, que l'acull amb els braços oberts. La filla gran de la seva germana, Charlotte Newton (Theresa Wright), anomenada «Charlie» en referència al seu oncle, és una noia dinàmica i somniadora que se sent aclaparada en la seva petita ciutat i veu en el seu homònim una mena de redemptor. Tanmateix, Oakley és vigilat de prop per dos homes misteriosos, cosa que sembra el dubte en l'esperit de Charlie/Charlotte, i la porta a sospitar que el seu salvador fantasiejat és el que és en realitat: un assassí de vídues, cobdiciós i cínic...
A propòsit de Charlie Oakley, Hitchcock dirà a François Truffaut:
«És un assassí idealista. Forma part d'aquests assassins que senten en ells una missió de destrucció. Potser les vídues mereixien el que els ha passat, però no era la seva feina fer-ho. Un judici moral apareix en la pel·lícula, ja que Cotten és destruït finalment, fins i tot accidentalment, per la seva neboda. I així podem dir que tots els dolents no són negres i que tots els herois no són blancs. Hi ha grisos arreu. L'oncle Charlie estimava molt la seva neboda, però, tanmateix, no tant com ella l'estimava. Però l'ha hagut de destruir, ja que no oblidem que Oscar Wilde ha dit: «Es mata el que a un li agrada.»
Sobre la pel·lícula, hi ha crítics que han dit que la utilització per Hitchcock de personatges, de diàlegs i de primers plans de doble sentit ofereixen una mina d'interpretacions psicoanalítiques potencials a tota una generació de teòrics del cinema, entre els quals Slavoj Žižek (director d'una obra titulada Tot allò que sempre ha volgut saber sobre Lacan sense gosar mai preguntar-ho a Hitchcock, apareguda el 1988). El realitzador presenta la seva pròpia fascinació pel crim i els criminals en una escena en què dos personatges tenen una discussió sobre les diferents maneres de perpetrar un homicidi, que emociona la jove Charlie. El realitzador, durant el rodatge, s'assabenta de la mort de la seva mare, que s'havia quedat a Londres. Alguns episodis de la infantesa de Hitchcock a Leytonstone semblen evocats en el film: com Hitchcock, Charlie té una mare que es diu Emma; Oakley ha tingut un accident de bicicleta en la seva infantesa; una noieta anomenada Ann llegeix Ivanhoe, llibre que Hitchcock de nen se sabia de memòria; i el personatge de Joseph -segon nom de Hitchcock- refusa conduir un cotxe. Tanmateix, segons la mateixa filla del director, Patricia, només serien simples coincidències.

###### 20th Century Fox
Per a la 20th Century Fox, Hitchcock realitza llavors la seva primera pel·lícula obertament política, Lifeboat (1944), una adaptació d'un dels guions de John Steinbeck, crònica de les experiències viscudes pels supervivents del naufragi d'un vaixell estatunidenc enfonsat per un submarí alemany i que intenten, sense brúixola, arribar a les Bermudes a bord d'un bot salvavides. Un dels passatgers, un dels únics capaç de portar l'embarcació a bon port, tanmateix, resulta ser alemany.
La pel·lícula estudia què fan els homes quan no tenen res més. Es pot tractar d'una pel·lícula de propaganda, una nova contribució a l'esforç de la guerra. Les escenes d'acció són rodades a bord del bot i l'estretesa del lloc crea una lleugera preocupació en relació amb el tradicional cameo del director. El problema serà resolt per l'aparició de Hitchcock a la foto d'un diari que el personatge interpretat per William Bendix llegeix al vaixell, una publicitat «abans i després» per a un producte aprimador: «Reduco-Obesity Slayer». Lifeboat rebrà una acollida crítica molt favorable al principi, però la critica bruscament s'hi repensarà, gangrenada pel dubte, ja que el tractament d'aquestes nou individualitats, i sobretot la del nazi, es pren algunes llibertats intolerables en el context de l'època. La pel·lícula és, malgrat tot, nominada tres vegades als Oscars en les categories millor director, millor guió original (Steinbeck) i millor fotografia (Glen MacWilliams), i l'actriu Tallulah Bankhead rep el premi del New York Film Critics Circle a la millor actriu.
Mentre treballa per a la Fox, Hitchcock considera seriosament rodar una adaptació de la novel·la d'A. J. Cronin, The Keys of the Kingdom (Les Claus del regne), sobre un sacerdot catòlic a la Xina, però el projecte se'n va en orris, i John M. Stahl, el 1944, acabarà fent la pel·lícula, produïda per Joseph L. Mankiewicz i amb Gregory Peck com a protagonista.

##### Intermedi britànic: propaganda/Shoah
De tornada a Anglaterra per a una estada perllongada fins a començament del 1944, Hitchcock realitza dos curtmetratges, d'aproximadament mitja hora cadascun, per al ministeri d'Informació britànica (Ministry of Information), Bon Voyage i Aventura malgache. Aquests films –rodats per les Forces franceses lliures- són els únics de Hitchcock en francès i «presenten les tecles típicament hitchcockianes». El segon, jutjat massa sensible, serà prohibit a França. Durant els anys 1990, les dues pel·lícules seran difoses per la cadena estatunidenca Turner Classic Movies i sortiran en vídeo.
El 1945, Hitchcock és contractat com a «conseller artístic» (treatment advisor , de fet com a muntador) per a un documental produït per l'exèrcit britànic i consagrat a la Shoah. Dirigit per Sidney Bernstein, la pel·lícula, una gravació de l'alliberament dels camps de concentració nazis, restarà inèdit fins al 1985; serà llavors completat per a la sèrie Frontline de la cadena estatunidenca PBS i difós amb el títol Memory of the Camps.

##### Immediata postguerra

###### Últimes pel·lícules amb Selznick
Hitchcock torna als Estats Units per rodar Spellbound, 1945, segona pel·lícula del realitzador, després de Rebecca, amb Selznick com a productor, i que explora el tema llavors en voga de la psicoanàlisi i en què destaca la col·laboració de Salvador Dalí, que va dissenyar i va elaborar els decorats de l'escena del somni. Els papers principals són per a Gregory Peck i Ingrid Bergman.

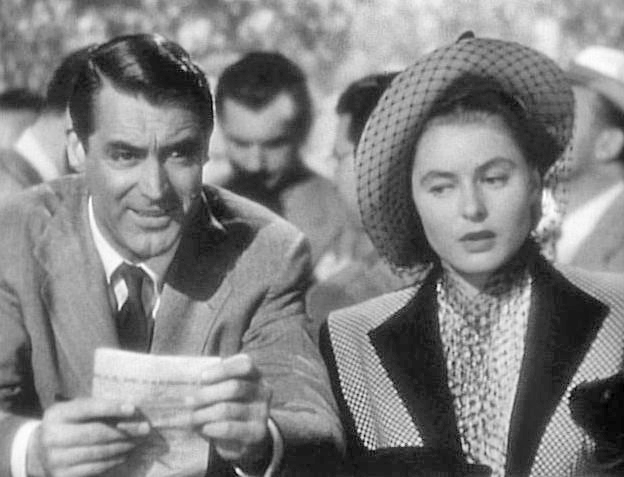
Cary Grant i Ingrid Bergman a Notorious, 1946).

Peck encarna un personatge que es presenta en principi com el Dr. Anthony Edwardes, el nou director d'un asil psiquiàtric. Hom sospita de seguida que no és qui pretén ser. Afectat d'amnèsia, després acusat de l'homicidi del veritable Edwardes, és ajudat en la seva cerca d'identitat per la jove Dra. Peterson (Bergman) qui, finalment, li permetrà igualment disculpar-se. Una de les seqüències més famoses de la pel·lícula, d'altra banda amb molts diàlegs, és la del somni surrealista creat per Salvador Dalí, una mena de jeroglífic que permetrà a la psicoanalista elucidar el misteriós passat del seu protegit. Jutjada massa pertorbadora pel públic, l'escena onírica tal com apareix avui en la pel·lícula és sensiblement més curta que els minuts previstos en un inici. Una part de la banda original composta per a la pel·lícula per Miklós Rózsa -que se serveix sobretot d'un theremin- serà més tard adaptada pel compositor sota la forma d'un concert per a piano en La casa del doctor Edwardes, que serà un gran èxit comercial. Amb Notorious, començà a treballar amb Ingrid Bergman, la primera «rossa hitchcockiana» per la qual sentia fascinació, arribant a manifestar en una entrevista que preferia protagonistes rosses perquè les considerava més misterioses.

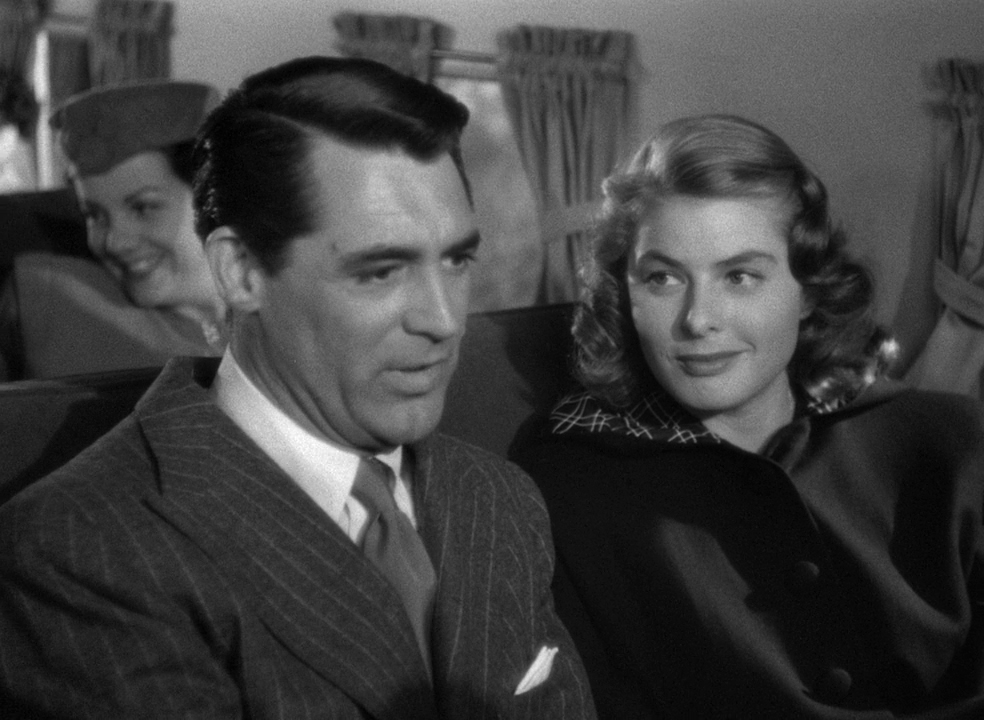
Cary Grant i Ingrid Bergman en Notorious (1946).

Al llibre-entrevista de François Truffaut, Hitchcock afirma que Selznick, per compensar l'avançament de pressupost del western Duel in the Sun (1946), produït per ell i dirigit per King Vidor, ven llavors un «lot» a la societat RKO: Hitchcock, escenògraf, Cary Grant i Ingrid Bergman, les dues estrelles, així com un guió de Ben Hecht, tot per un import de 500.000 dòlars. Aquesta transacció és en l'origen de Notorious (1946). Bergman hi ha d'interpretar el paper d'una jove, filla d'un espia nazi alcoholitzat que, al començament de la pel·lícula, és seduïda per un agent del govern estatunidenc (Grant), que de fet té com a missió servir-se d'ella per espiar un anomenat Alexander Sebastian (Claude Rains), un dels seus antics amants, amic del seu pare i que, refugiat al Brasil, porta activitats sospitoses.
Mentre treballa en l'escriptura del guió amb Ben Hecht, el realitzador es pregunta quin «MacGuffin» podrien realment cercar els herois de la pel·lícula i escull l'urani, passat de contraban en ampolles de vi pels espies i destinat a la fabricació d'una bomba atòmica. Consulta experts que, per allunyar-lo de la veritat, intenten fer-li creure que aquesta bomba està composta d'aigua pesant i no d'urani; pel que fa a això, el director hauria consultat sobretot Robert Andrews Millikan, de l'Institut Caltech. Jutjant el «MacGuffin» totalment ridícul, l'estudi es mostra més aviat reticent –el mateix Selznick, fins a la difusió de la notícia dels bombardejos atòmics d'Hiroshima i Nagasaki d'agost del 1945, considerava el tema dins l'àmbit de la «ciència-ficció». El realitzador acaba coneixent el secret de la fabricació de la bomba i, llavors, sabrà que l'FBI l'ha fet seguir tres mesos per descobrir d'on treia aquesta informació. Notorious guanyarà un enorme èxit en el box office i resta com una de les pel·lícules de més anomenada per al realitzador, i considerada per Truffaut com la millor pel·lícula en blanc i negre de Hitchcock.
The Paradine Case (1947), un drama judicial, serà l'última pel·lícula de Hitchcock produïda per Selznick.
Fastiguejat per la fortuna que el productor acumula –aquest toca, en cada contracte, tant com ell–, Hitchcock manifesta poc d'interès pel projecte. En la pel·lícula, Alida Valli fa el paper d'una jove acusada d'haver enverinat el seu marit, un vell ric i cec. El seu advocat (Gregory Peck) acabarà per sucumbir al seu encant glacial. La pel·lícula serà un desastre, tant de públic com de crítica, que la va jutjar pesada, pecant d'una durada excessiva i de manca d'idees. Hitchcock es negarà a continuar la seva col·laboració amb Selznick, que no obstant això li havia comunicat una gran lliçó: a Hollywood, és el productor qui decideix el final cut. Des d'aleshores, el realitzador fa intents per autoproduir-se.

###### Transatlantic Pictures

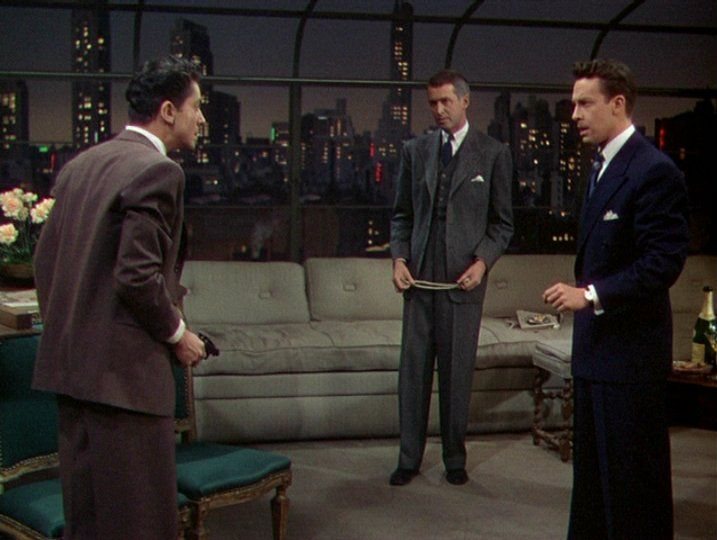
Farley Granger, James Stewart i John Dall, en La soga, 1948, la primera pel·lícula de Hitchcock en color, però, sobretot, un exercici d'estil i una proesa tècnica.

El 1948, Hitchcock, en tàndem amb el seu compatriota i amic Sidney Bernstein, crea Transatlantic Pictures, una societat de producció amb la qual dirigirà dues pel·lícules. Per a la primera, el realitzador escull adaptar la peça Rope's End de Patrick Hamilton -que serà a la pantalla La soga (The Rope)-, inspirada en l'homicidi comès el 1924 per Nathan Leopold i Richard Loeb, rebatejats en la pel·lícula com Brandon Shaw i Philip Morgan.
La pel·lícula comença –després d'un pla mostrant un carrer en contrapicat sobre el qual desfilen els crèdits– amb l'assassinat d'un jove per dos dels seus companys. Aquests preparen, llavors, un sopar al qual són convidats el mateix vespre, al lloc del crim, els pares de la víctima, la seva amiga i un antic flirt d'aquesta. Entre els invitats, es troba igualment un dels seus professors, Rupert Cadell, que, observant el comportament estrany dels joves en el transcurs de la vesprada, començarà a sospitar l'impensable. Els dos homicides són interpretats per John Dall i Farley Granger i, en el paper del professor, la Warner Bros, que va distribuir la pel·lícula, escull James Stewart. És la primera de les quatre pel·lícules que l'actor rodarà amb el director.

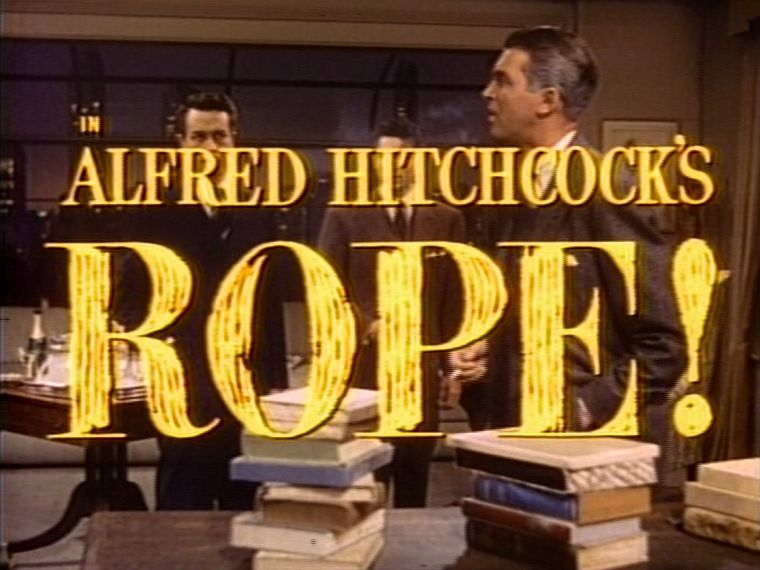
Tràiler de La soga.

La soga és la primera pel·lícula de Hitchcock rodada en color i constitueix també un exercici d'estil. Com ho havia fet alguns anys abans en Lifeboat, el director es llança al desafiament d'un suspens metòdicament ordenat en un espai confinat. Experimenta igualment amb plans excepcionalment llargs –la pel·lícula en té onze en total, un per bobina– i alguns duren fins a deu minuts. D'una manera o altra, el cameràman de Hitchcock aconsegueix desplaçar de manera fluida a través del decorat la pesant i molesta càmera Technicolor i segueix l'acció contínua dels llargs plans seqüència.
Acabada el 21 de febrer, la pel·lícula surt als Estats Units el setembre del 1948 amb el títol Alfred Hitchcock's Rope. És la primera vegada que el seu nom apareix en un títol, i Hitchcock n'experimenta un gran orgull. Les crítiques, no obstant això, són moderades, i l'èxit de públic temperat per l'acció de les lligues de virtut. La pel·lícula no té problemes amb la censura, encara que fos prohibida en diverses regions dels Estats Units, o bé projectada amb talls (normalment, l'escena de l'homicidi). El National Board of Review la va desaconsellar als menors de vint-i-un anys. A Europa, és prohibida en principi a França i Itàlia. Al final, La soga no té un èxit ressonant, però els productors recuperaran àmpliament les seves despeses.
El primer èxit de Transatlantic Pictures és contrapesat pel fracàs d'Under Capricorn (1949), un drama històric que té com a marc l'Austràlia del segle xix. Ingrid Bergman interpreta el paper d'una jove que, gràcies a l'amor, aconsegueix eludir l'alcohol i la bogeria.
Com en La soga, Hitchcock, en Under Capricorn, recorre als plans seqüència, però tanmateix de manera menys insistent. La pel·lícula és igualment rodada en Tecnicolor; tanmateix, el realitzador preferirà, en les seves tres pel·lícules següents, tornar al blanc i negre. És la pel·lícula que el cineasta més lamentarà haver rodat. Marca l'última col·laboració de Hitchcock amb l'actriu Ingrid Bergman, i el fracàs del film -el més gran fracàs de tota la carrera del director- signa la fi de l'efímera societat Transatlantic. Hitchcock seguirà, no obstant això, fins al final, produint les seves pròpies pel·lícules.

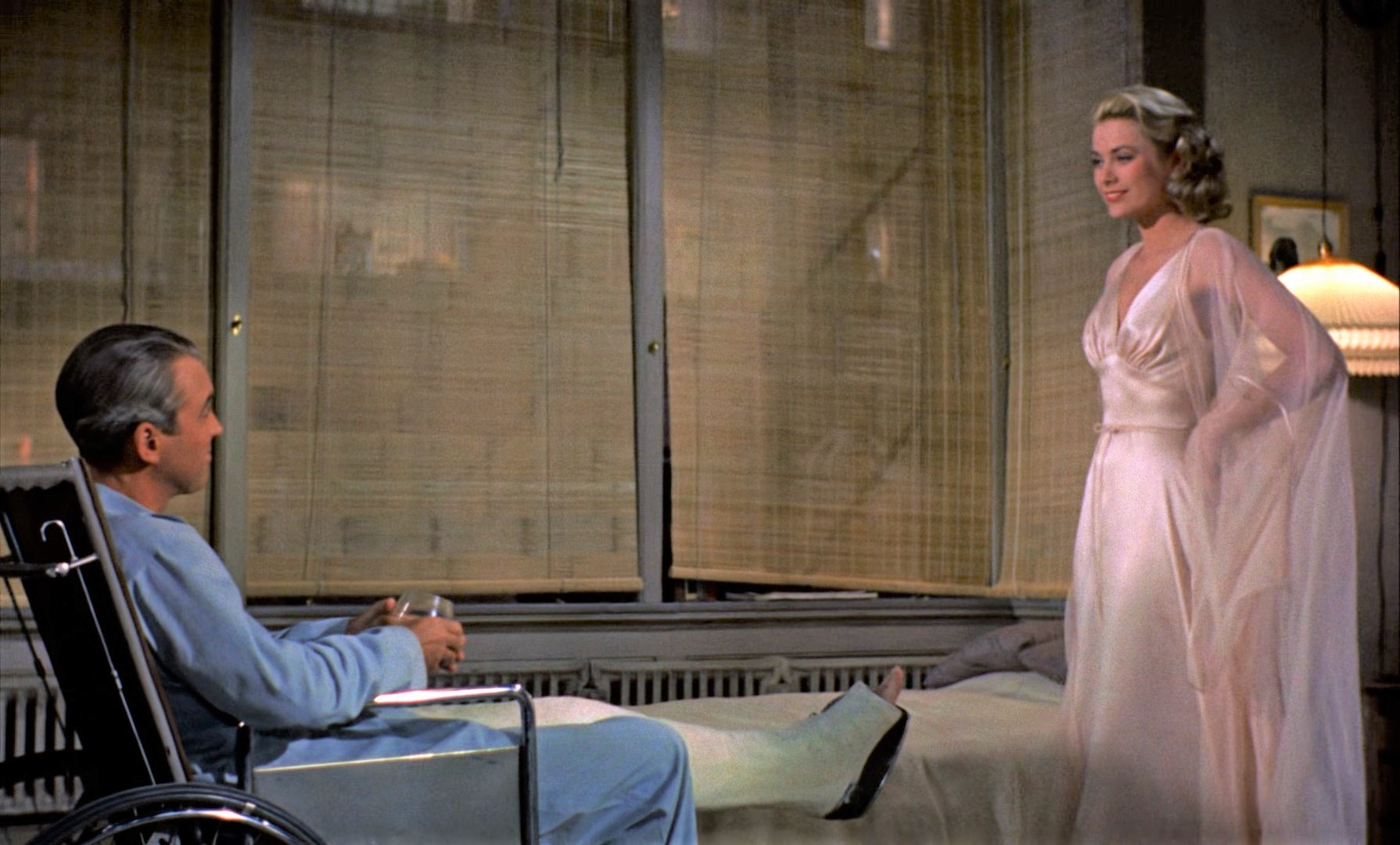
James Stewart i Grace Kelly a La finestra indiscreta (1954).

El 1948, Bergman va deixar d'actuar amb Hitchcock per tal d'iniciar la seva col·laboració amb el també director Roberto Rossellini. Això va ser un gran cop per a Hitchcock, que tanmateix no va trigar a recuperar la seva confiança, coneixent la que acabaria convertint-se en la seva nova musa, Grace Kelly, amb la qual dirigiria La finestra indiscreta (1954), protagonitzada per James Stewart, Crim perfecte (1954), protagonitzada per Ray Milland, i To Catch a Thief (1955), protagonitzada per Cary Grant.
El 3 de gener del 1949, el realitzador signa, amb la Warner Bros, un contracte amb el qual es compromet a rodar quatre pel·lícules en sis anys per un salari global de 990.000 dòlars.

#### Els anys 1950: l'apogeu com a director
Al començament dels anys 1950, Lew Wasserman, llavors al capdavant de MCA, tindrà una influència important en la imatge i la promoció de les pel·lícules del realitzador. MCA té, a més, com a clients James Stewart i Janet Leigh, entre els actors que apareixeran en pel·lícules de Hitchcock.
Les pel·lícules realitzades i produïdes per Hitchcock a partir del 1954 i Crim perfecte són, en general, considerats com les seves principals obres mestres (aquest període s'estendrà fins al començament del decenni següent, fins a Els ocells, el 1963.

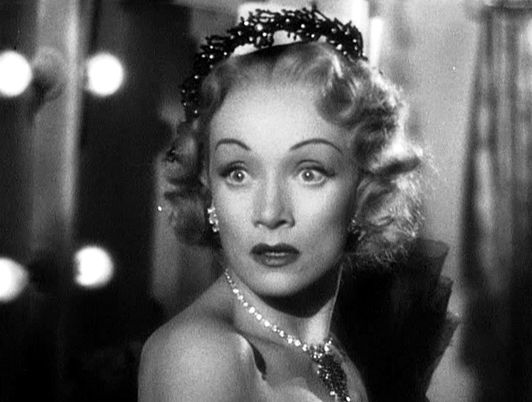
Marlene Dietrich a Pànic a l'escenari (1951).

El 1950, Hitchcock torna a la Gran Bretanya per dirigir-hi Pànic a l'escenari. Per primera vegada, Hitchcock treballa amb Jane Wyman, una de les principals estrelles de la Warner Bros i amb la sensual actriu alemanya Marlene Dietrich. Formen part de la distribució alguns actors britànics de primer pla, com per exemple Michael Wilding, Richard Todd i Alastair Sim. És la primera pel·lícula del realitzador produïda per la Warner Bros., que abans ja havia distribuït La soga i Under Capricorn; la societat Transatlantic ha de fer, llavors, front a dificultats financeres.
La història recorda les pel·lícules precedents del realitzador, com Els trenta-nou graons (1935), Innocència i joventut (1937) i Saboteur (1942): Jonathan Cooper (Todd), un home enamorat d'una actriu i cantant (Dietrich), és sospitós de ser l'homicida del seu marit; la seva amiga Eve (Wyman) prova d'ajudar-lo. Tanmateix, el cineasta es lliura aquí a una nova experiència: la pel·lícula comença per un salt enrere que, finalment, resultarà ser enganyós. La pel·lícula no és un èxit, i Hitchcock ho explicarà pel fet que, a causa d'aquest procediment narratiu poc ortodox, el públic s'hauria sentit ensarronat.
Al començament de l'any 1950, Hitchcock descobreix amb entusiasme la primera novel·la de Patricia Highsmith, Strangers on a Train, de qui compra els drets el 20 d'abril, per un import de 75.000 dòlars. El realitzador treballa amb l'argument amb Whitfield Cook el juny. Per a l'escriptura dels diàlegs, Hitchcock es posa en contacte en principi amb Dashiell Hammett, però Raymond Chandler, suggerit per la Warner, serà qui s'encarrega del treball; tanmateix, aquest no arribarà fins al final, a causa de desacords entre escriptor i director. Hitchcock explicarà més tard:
«Recordo que, en Estranys en un tren, no trobava ningú que volgués col·laborar amb mi. Tothom pensava que el meu primer llançament era alhora tan pla i tan a prop dels fets que no s'hi trobava la menor qualitat. En realitat, tota la pel·lícula era allà, visualment».

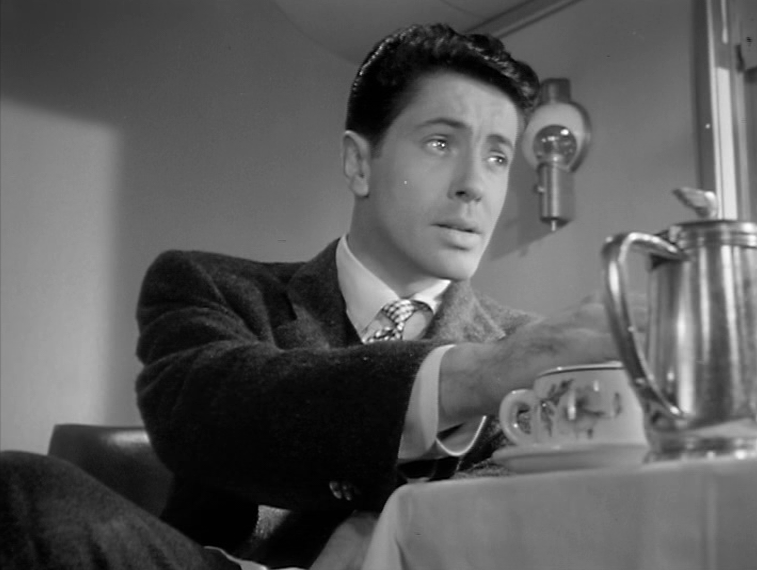
Farley Granger, còmplice d'assassinat en The Rope, és el «jove respectable», víctima de la sort, en Estranys en un tren (Strangers on a Train, 1951).

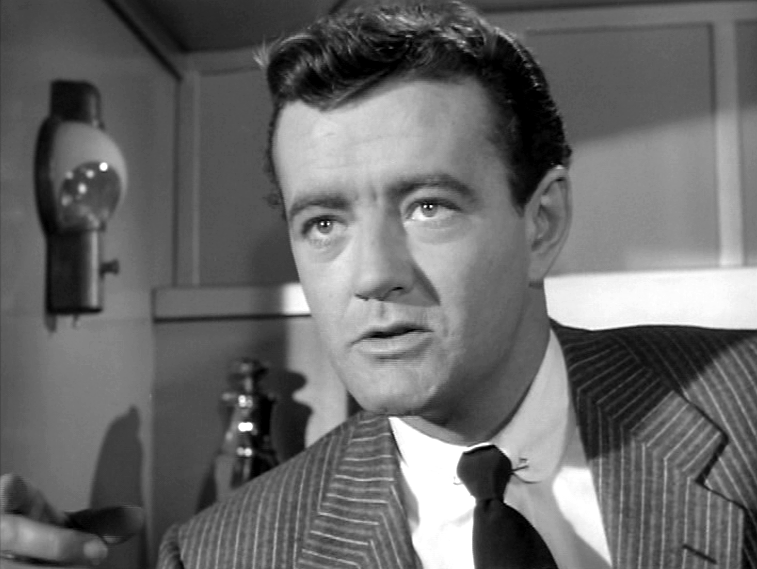
Robert Walker en Estranys en un tren. El «dolent», un paper inusual.

En Estranys en un tren, Hitchcock combina nombrosos elements de les seves precedents pel·lícules. Dos homes es troben per casualitat en un tren i evoquen la idea de desfer-se'n cadascú de la persona que li planteja problemes. Mentre que per al primer, un campió de tennis (en el llibre, el personatge és un arquitecte), no es tracta més que d'una broma, el segon s'agafa la història del tot seriosament. Amb Farley Granger reprenent alguns elements del seu paper de The Rope, el realitzador, en Estranys en un tren, es continua interessant per les possibilitats narratives dels temes del xantatge i de l'homicidi. Robert Walker, que fins aquí només havia interpretat papers de jove «de bona família», encarna aquí el «dolent».
La seva interpretació de dement inquietant, massa vinculat a la seva mare, anuncia la d'Anthony Perkins en Psicosi; desgraciadament, Walker morirà alguns mesos després de l'estrena de la pel·lícula. Hitchcock confia, d'altra banda, un dels papers secundaris a Patricia, «Pat», la seva pròpia filla, llavors amb vint-i-dos anys i que ja havia interpretat un petit paper en Pànic a l'escenari; en Estranys en un tren, encarna Barbara, «Babs», una víctima, no directa sinó com a desig, de la demència mortífera de Bruno, el personatge interpretat per Walker.
Estrenada el març del 1951, Estranys en un tren, malgrat algunes queixes de persones indignades per les seves connotacions sexuals i el seu homicidi explícit, té un immens èxit. Hitchcock, després del fracàs de l'aventura Transatlantic, ha trobat la confiança del públic i dels estudis.
Des dels anys 1930, la idea d'adaptar un peça anomenada Les nostres dues consciències, un drama catòlic escrit el 1902 per Paul Anthelme (pseudònim de Paul Bourde), dona voltes al cap de Hitchcock; més d'una desena d'anys més tard, té finalment l'oportunitat de dur a terme aquest projecte. La història és la d'un sacerdot, la consciència del qual el força a assumir la culpabilitat d'un crim perpetrat per un altre, un tema bastant delicat. A poc a poc, és concreta el projecte del que serà Jo confesso.

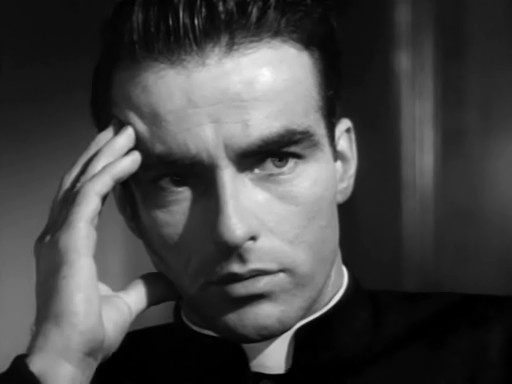
Montgomery Clift en Jo confesso (1953).

Pel context catòlic de la història, s'exclou el rodatge als Estats Units. L'acció, aleshores, és transposada al Quebec, on, després d'haver escrit un primer esbós, el director i la seva dona van a la localització. El realitzador vacil·la pel que fa a la tria del guionista definitiu, fins que Alma li suggereix contractar William Archibald, que havia fet proves a Broadway; George Tabori participa igualment en el guió. Montgomery Clift i Anne Baxter interpretaran els dos papers principals.
Jo confesso surt a mitjans de febrer del 1953. La pel·lícula és rebuda tímidament, tant per la crítica com pel públic. Llavors, Hitchcock explicarà a François Truffaut:
«La idea de base no és acceptable per al públic. Nosaltres, els catòlics, sabem que un sacerdot no pot revelar un secret de la confessió, però els protestants, els ateus, els agnòstics pensen: "És ridícul callar; cap home no sacrificaria la seva vida per una cosa així"».
Hitchcock que, sens dubte per comoditat, jutjarà sempre les seves pel·lícules segons l'acollida del públic, arribarà a declarar que Jo confesso era un «error».

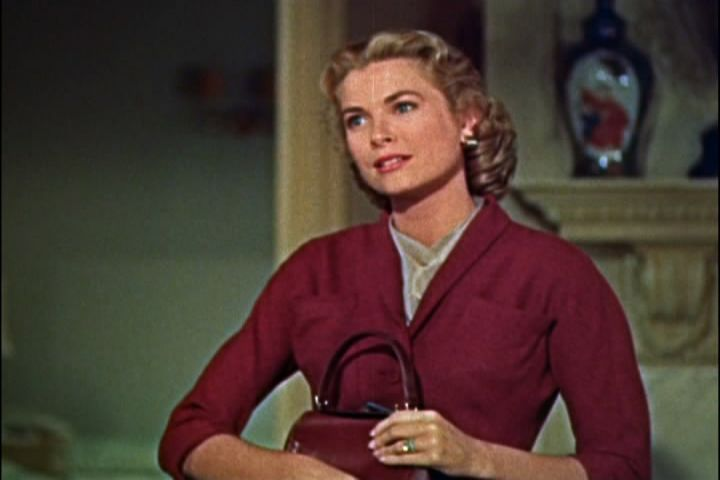
Grace Kelly, la rossa típicament hitchcockiana, en Crim perfecte (1954). Sempre àvid d'innovacions tècniques, Hitchcock experimentarà en aquesta pel·lícula un procediment de cinema en relleu.

Segueixen tres pel·lícules molt populars, amb Grace Kelly com a protagonista, que esdevindria l'arquetipus de la «la rossa hitchcockiana».
El 1953, Hitchcock havia signat un contracte de quatre anys amb la Warner Bros, i li queda una pel·lícula per rodar. Durant un temps, treballa per a l'adaptació d'una novel·la de David Duncan, The Bramble Bush, però acaba renunciant-hi. El realitzador descobreix llavors que l'estudi ha comprat els drets d'una obra d'èxit de Broadway, Dial M for Murder, de Frederick Knott.
Crim perfecte marca la tornada de Hitchcock al Technicolor, però experimenta també un procediment de moda en aquell temps, el cinema en 3D, en relleu estereoscòpic i projecció en llum polaritzada, obligant la utilització d'ulleres adaptades. La pel·lícula no serà, tanmateix, explotada en aquest format en la seva estrena; serà projectada en 3D al començament dels anys 1980. Hitchcock pensa un moment confiar els papers del marit i de l'esposa a Cary Grant i Olivia de Havilland, però xoca amb el rebuig de part dels estudis. El director crida, doncs, una jove actriu que només havia rodat tres pel·lícules fins aleshores: Grace Kelly.
Esdevindria, a més d'una gran amiga, la seva actriu favorita. En Crim perfecte, el paper del «dolent», molt diferent del Bruno d'Estranys en un tren, és interpretat per Ray Milland. És un dandi venal i calculador, exjugador de tennis professional (activitat exercitada per l'heroi/víctima d'Estranys en un tren), que basteix un pla maquiavèl·lic per desfer-se de la seva dona infidel (Kelly), i heretar la seva fortuna. És ella, tanmateix, qui, per defensar-se'n, mata l'home contractat per efectuar la trista tasca. El marit manipula, llavors, les proves perquè la seva dona sigui acusada d'haver assassinat el sequaç. L'amant, Mark Halliday (Robert Cummings), i l'inspector de policia Hubbard (John Williams) han d'actuar ràpidament per salvar la jove de la pena capital. Hitchcock tira astutament dels ressorts de l'obra i, en la seva estrena, Crim perfecte és saludat com un «gran» Hitchcock.
En el rodatge de Crim perfecte, Lew Wasserman, l'agent de Hitchcock, signa amb la Paramount un contracte de nou pel·lícules, la primera de les quals ha de ser l'adaptació d'una novel·la de Cornell Woolrich –pseudònim de William Irish–, titulada It Had to be a Murder, la qual serà a la pantalla La finestra indiscreta (1954). Per escriure el guió, Hitchcock crida a John Michael Hayes, un antic periodista, que col·laborarà igualment en l'escriptura de les seves tres pel·lícules següents.

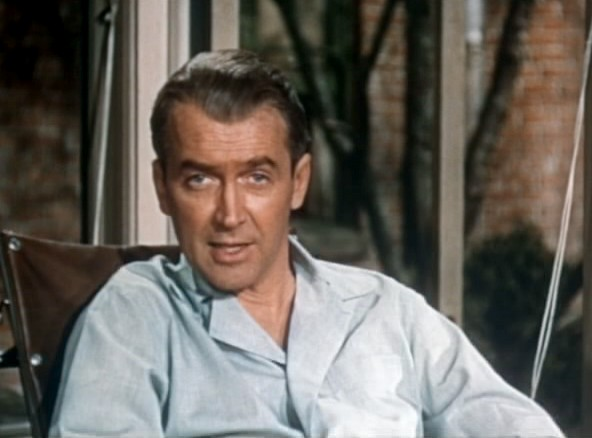
James Stewart en La finestra indiscreta.

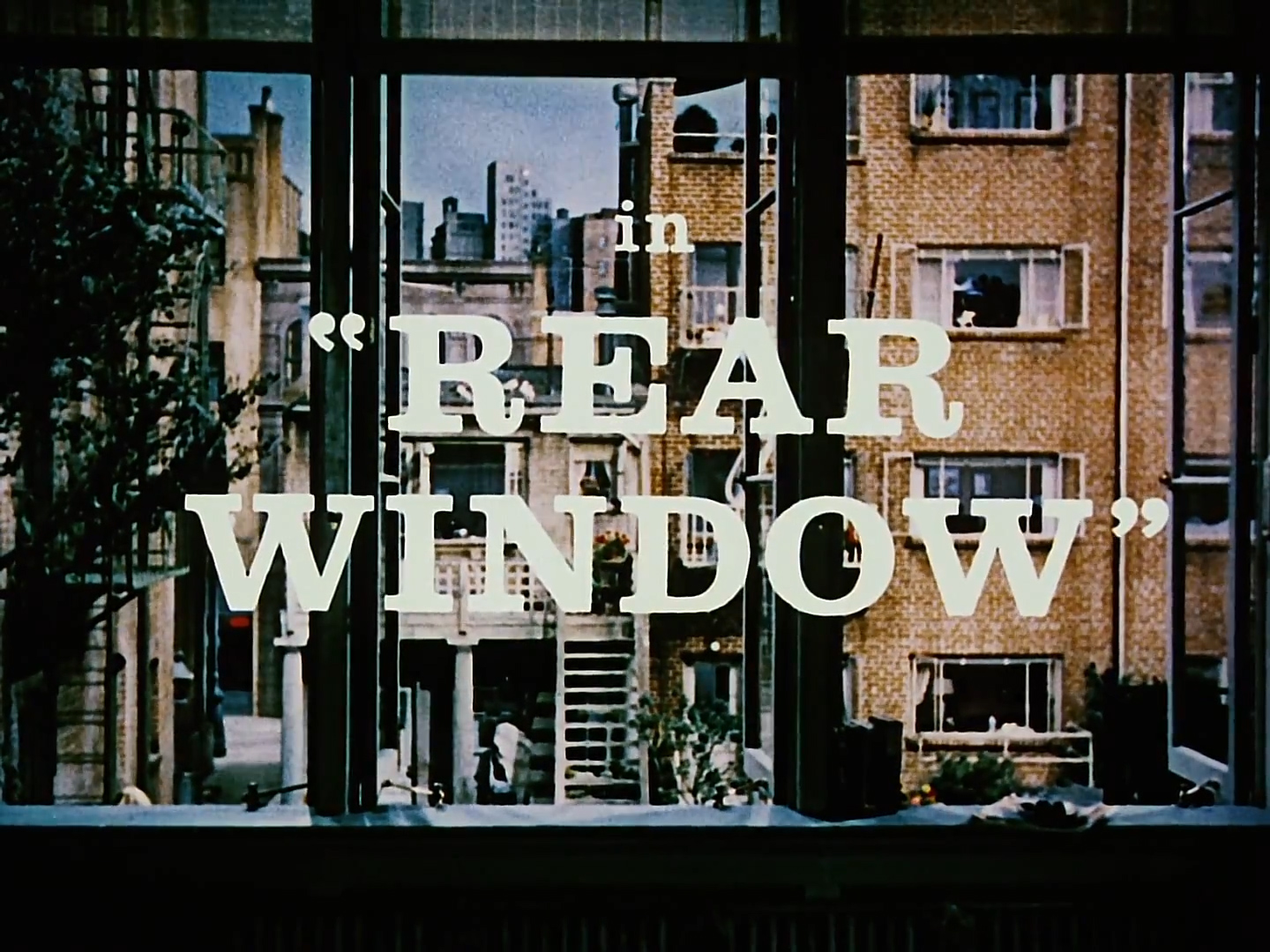
La finestra indiscreta. La vista.

Apressat pels seus creditors i per Wasserman, Hitchcock accepta el 1955 posar el seu nom i la seva imatge a una sèrie de televisió titulada en principi Alfred Hitchcock Presents (1955-1962) per un salari de 129.000 dòlars per episodi de 30 minuts. És una sèrie en la qual ell mateix presentava unes històries curtes en la línia de les seves pel·lícules.
La finestra indiscreta té com a protagonistes James Stewart i, de nou, Kelly; els segons papers són per Thelma Ritter i Raymond Burr. La història passa a Nova York. Un fotògraf (Stewart, un personatge basat en Robert Capa), de resultes d'un accident, es troba enguixat i en cadira de rodes; està obsessionat per l'observació dels habitants d'un immoble separat del seu per un patí. A poc a poc, comença a sospitar d'un d'aquests veïns (Burr) d'haver matat la seva dona i, des de llavors, intenta compartir els seus temors alhora amb la seva amiga model (Kelly) i un policia dels seus amics (Wendell Corey). Acabarà aconseguint-ho. Com en Lifeboat i en Rope, la pel·lícula és gairebé rodada completament en un espai reduït, el minúscul pis del fotògraf, que tanmateix domina una decorat impressionant, constituït pel pati i l'immoble del davant.
Hitchcock se serveix de primers plans de la cara de Stewart per mostrar les reaccions del personatge a l'espectador, des del divertit voyeurisme en escenes aparentment anodines, fins al seu terror impotent, quan veu la seva promesa, que s'ha introduït en el pis sospitós, amenaçada per l'arribada, sobtada i inesperada, del presumpte assassí.
En l'estrena, la pel·lícula té un gran èxit i obté quatre nominacions als Oscars, entre els quals el del millor director; tanmateix, no en rep cap.

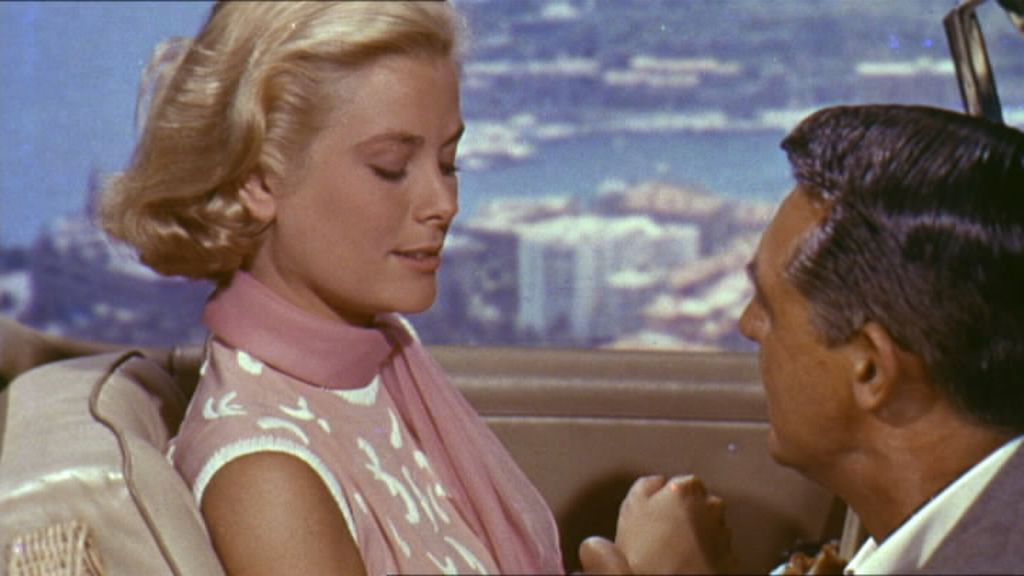
Grace Kelly amb l'actor Cary Grant en el seu tercer i últim paper en una pel·lícula de Hitchcock, To Catch a Thief (1955), una pel·lícula considerada com «lleugera» pel realitzador.

La finestra indiscreta no s'ha estrenat encara i Hitchcock ja està ocupat en un altre projecte. La Paramount li proposa de realitzar l'adaptació de To Catch a Thief, una novel·la de David Dodge. Molt satisfet de Hayes com a guionista, el realitzador el contracta de nou. Hayes, tanmateix, no coneix en absolut el sud de França, situació que el director soluciona de seguida:
«Quan es va assabentar que mai no havia anat al sud de França, ho va arreglar perquè la meva dona m'acompanyés, a compte de les despeses de l'estudi, per tal d'efectuar-hi localitzacions. Aquest viatge va ser naturalment benvingut i, a la meva tornada, sabia exactament què fer amb la novel·la». A finals d'abril de 1954, el guió està a punt, i el rodatge comença a principis del mes de maig.
La tercera i última pel·lícula de Hitchcock amb Grace Kelly, To Catch a Thief, és una comèdia policíaca que té com a decorats la Riviera francesa i dona a l'actriu Cary Grant com a company. John Williams forma part de nou del repartiment, al costat, color local obliga, dels francesos Brigitte Auber i Charles Vanel (que no parla una paraula d'anglès). Grant fa el paper de John Robie, anomenat «el Gat», famós atracador «jubilat», però que esdevé el principal sospitós d'una sèrie de robatoris comesos a la Riviera. Una hereva estatunidenca (Kelly) trenca el misteri de la seva vertadera identitat, prova de seduir-lo amb les seves pròpies joies, i es proposa fins i tot d'ajudar-lo en els seus projectes criminals...
L'estrena té lloc a Nova York el 15 d'agost del 1955. Segons el director, To Catch a Thief és una «pel·lícula lleugera». És la constatació que fa la crítica en el seu conjunt; tanmateix, subratlla també els punts forts i els encants d'aquesta obra. Pel que fa al públic, es mostra molt satisfet. «Malgrat la diferència d'edat evident entre Grant i Kelly i una intriga més aviat lleugera, el guió ple d'enginy (i trufat de dobles sentits) i la bona interpretació dels actors, finalment, garanteix a la pel·lícula un èxit comercial». Es tracta de l'última col·laboració entre Hitchcock i Grace Kelly, a causa del matrimoni d'aquesta amb el Príncep Rainier de Mònaco, el 1956, un estatus que l'obligava a acabar la seva carrera d'actriu.
L'any 1955 marca igualment el començament de Hitchcock en la televisió estatunidenca, amb una sèrie d'històries més o menys macabres produïdes per la CBS i que portaran el seu nom: Alfred Hitchcock Presents. Hitchcock realitzarà ell mateix, entre l'any de creació i el 1962, un total de vint episodis de la sèrie. Del 1962 al 1965, la sèrie agafarà el títol de Suspicion.

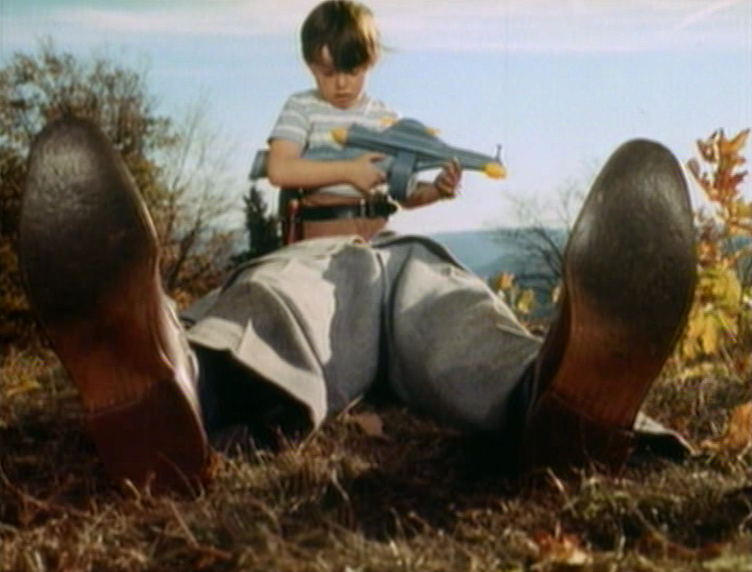
The Trouble with Harry (1955). Una comèdia macabra, «a l'anglesa». Una pel·lícula inesperada de part del realitzador.

El director no abandona, però, la seva carrera en el cinema. El 1950, havia llegit la novel·la de Jack Trevor Story, The Trouble with Harry. Abans de rodar To Catch a Thief, demana a Hayes que treballi per a la seva adaptació. En compren els drets per 11.000 dòlars, malgrat el fet que, quatre anys abans, el comitè de lectura de la Paramount hagués emès una opinió desfavorable en relació amb la novel·la, jutjant el seu humor massa fràgil, una mica estrany, i els seus personatges que s'assemblen una mica a extraterrestres.
The Trouble with Harry segueix el recorregut d'un cadàver, sobre el qual cau en principi un noi. Aquest corre a buscar la seva mare. En el mateix moment, un vell caçador descobreix el cos i pensa que l'ha matat. Successivament, altres personatges, confrontats al mort, s'imaginaran tenir alguna cosa a veure amb el seu estat; per diversos motius, el cadàver és enterrat i és desenterrat diverses vegades. Ocupat en el rodatge de To Catch a Thief, Hitchcock no es pot ocupar de la distribució. Herbert Coleman, el seu productor associat, se'n fa càrrec aleshores; així doncs, són escollits, pels dos papers principals Shirley MacLaine, per qui serà la primera aparició a la pantalla gran, i John Forsythe. El rodatge s'efectua en part en decorats naturals a Vermont, i en part en estudis, a Hollywood. Harry marca, d'altra banda, la primera col·laboració del compositor Bernard Herrmann amb una pel·lícula de Hitchcock.
Hitchcock confiarà a François Truffaut:
«He rodat aquesta pel·lícula per provar que el públic estatunidenc podia apreciar l'humor anglès i no ha funcionat massa malament.»
Quan la pel·lícula s'estrena, el realitzador ja està ocupat a rodar-ne la següent, que atrau tota la seva atenció. La Paramount no sap massa bé què fer-ne, de Harry, renunciant fins i tot a promoure-la.
Des d'aleshores, als Estats Units, la pel·lícula interessa mitjanament el públic. A Europa, per contra, és molt ben acollida, sobretot a la Gran Bretanya i a França, on rep crítiques molt positives i es quedarà, fins i tot, sis mesos en cartell. L'humor macabre de The Trouble with Harry es troba a la televisió en les presentacions i les conclusions -donades pel mestre en persona- de cada episodi de la seva sèrie Alfred Hitchcock Presents.

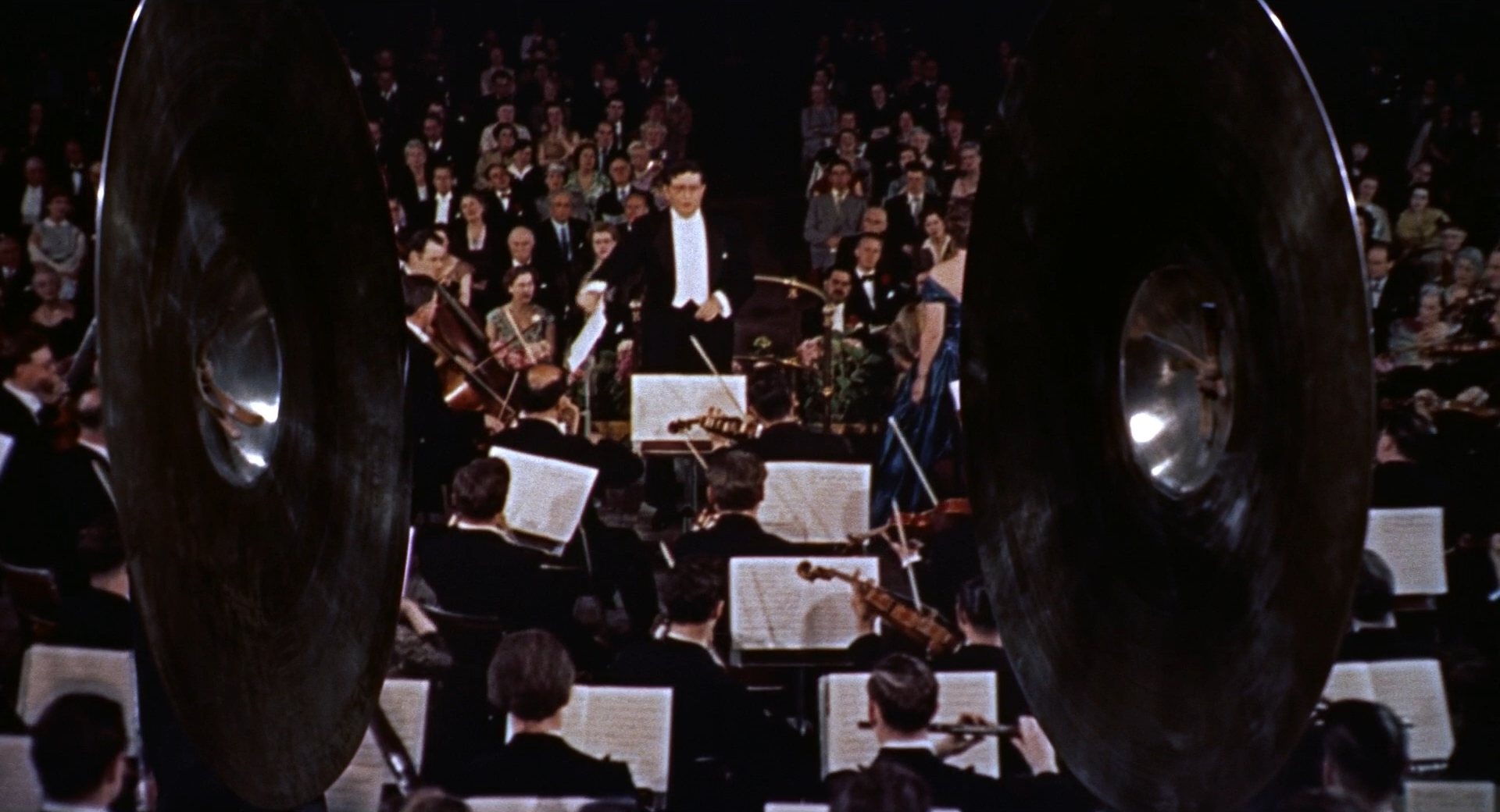
La versió del 1956 de L'home que sabia massa. Entre els dos címbals, el compositor Bernard Herrmann dirigint l'Orquestra Simfònica de Londres.

Finals de 1954: Hitchcock acaba de finalitzar la seva quarta realització en disset mesos; tanmateix, per a ell està fora de qüestió fer una pausa. Pensa llavors en un dels seus èxits del període britànic, The Man Who Knew Too Much (1934), de la qual, el 1941 ja havia considerat realitzar una nova versió, quan estava amb Selznick. Finalment, per primera i última vegada en la seva carrera, es decideix a rodar un remake, el de la seva pròpia pel·lícula.
Per escriure el remake de L'home que sabia massa, Hitchcock s'adreça encara una vegada a Hayes. El director, que demana al guionista que no visioni l'original, li explica simplement la història: un espia és assassinat i confia a un doctor en medicina que ha descobert, el dia abans, que es prepara un atemptat; el metge i la seva dona es troben, llavors, embarcats en un complot internacional i estan obligats a callar per salvar el seu fill pres com a ostatge. Hitchcock ofereix el paper principal a James Stewart, per a qui és la tercera col·laboració amb el realitzador, després de La soga i La finestra indiscreta; pel que fa al paper de l'esposa, antiga cantant a la pel·lícula, és confiat a Doris Day, que el cineasta havia localitzat alguns anys abans en Storm Warning. La pel·lícula és rodada a Londres i Marràqueix. Per a la música, crida de nou a Herrmann; hom podrà veure'l dirigir l'Orquestra Simfònica de Londres en l'esgotadora escena final, al Royal Albert Hall.
Els últims plans són rodats als estudis Paramount el juliol del 1955. La pel·lícula resultarà ser la més rendible de l'any 1956. La cançó Que Sera, Sera (Whatever Will Be, Will Be), escrita per Jay Livingston i Ray Evans, serà premiada amb l'Oscar a la millor cançó original i serà un gran èxit de Doris Day. Sobre la segona versió de L'home que sabia massa, Hitchcock dirà més tard:
«Diguem que la primera versió és l'obra d'un aficionat de talent i la segona, la d'un professional.»

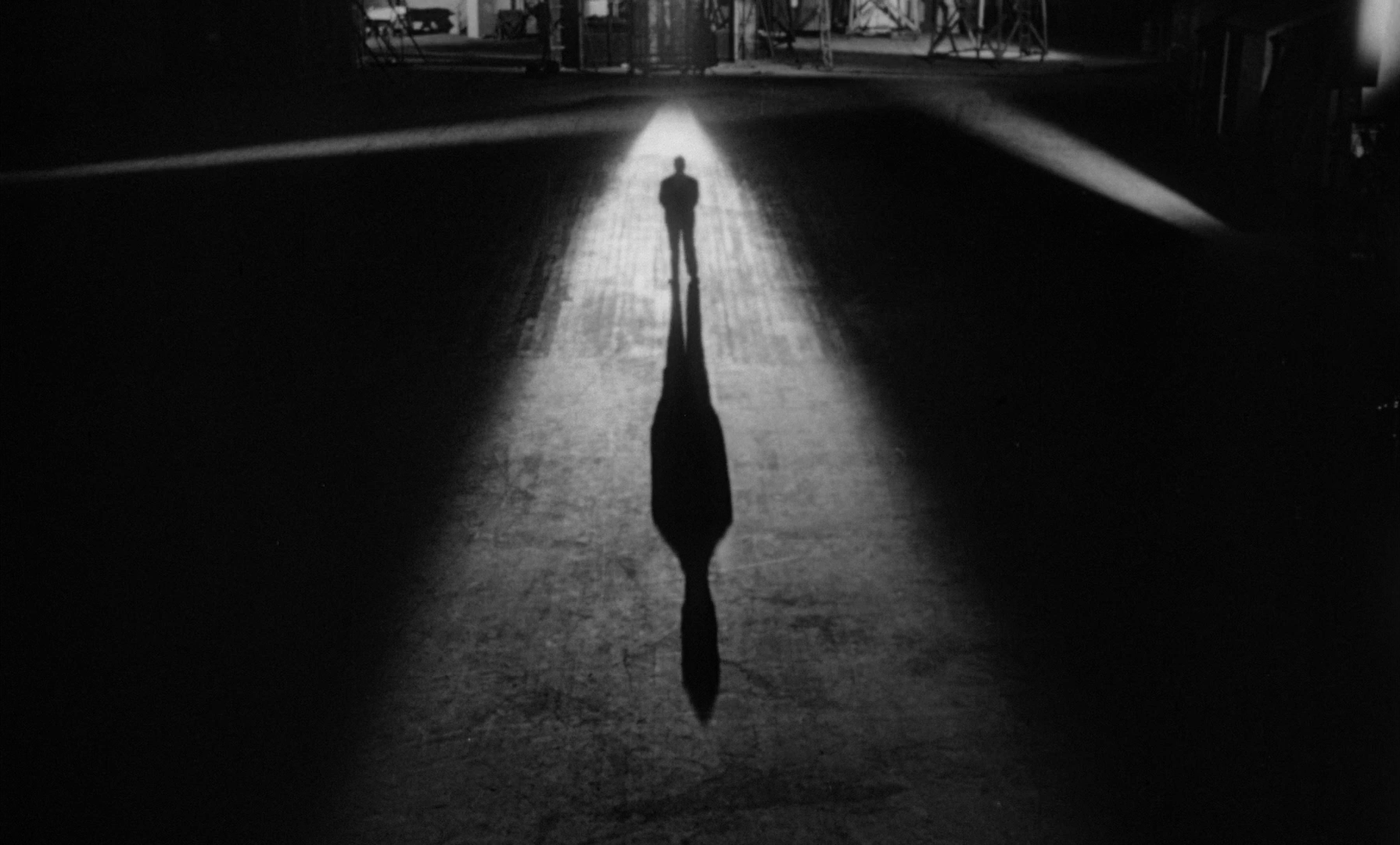
Seqüència d'introducció de The Wrong Man (1957). Alfred Hitchcock presenta la seva pel·lícula en off.

 The Wrong Man (1956) serà l'última pel·lícula dirigida per Hitchcock per la Warner Bros.
Rodat en blanc i negre, The Wrong Man no és una pel·lícula de suspens sinó un drama, basat en una història vertadera, un error judicial explicat per la revista Life el 1953. L'assumpte és tractat d'una manera realista, quasi documental. Henry Fonda hi interpreta un músic del Stork Club, a Nova York, a qui prenen equivocadament per l'autor de diversos atracaments comesos en la mateixa companyia d'assegurances. És detingut per a aquest crim del qual és innocent. La seva dona (Vera Miles, que fa la primera aparició en una pel·lícula del director), l'empeny a provar la seva innocència abans de tenir lloc el procés, però no pot resistir l'estrès de la situació i, d'una manera que sembla irremeiable, s'enfonsa en la depressió. El realitzador atorga a The Wrong Man un lloc particular, substituint el seu habitual cameo per una introducció feta per ell mateix en off al començament de la pel·lícula:
«Us parla Alfred Hitchcock. En el passat, us he donat nombroses menes de pel·lícules de suspens, però aquesta vegada, voldria que veiéssiu una cosa diferent. La diferència rau en el fet que és una història vertadera, de la qual cada paraula és verídica. Tanmateix, conté elements més estranys que tota la ficció que figura en un bon nombre de pel·lícules de suspens que he fet abans».
Com en La llei del silenci, una altra pel·lícula «seriosa» del director, és evocat el catolicisme: alguns plans s'entretenen amb el rosari de falsos culpables, i el vertader culpable és descobert de resultes d'una oració del fals culpable davant la imatge del Crist. La pel·lícula rep una acollida del públic poc entusiasta. Així, Hitchcock explicarà a Truffaut que havia estat empès a fer aquesta pel·lícula per la por que havia experimentat sempre amb la policia, i de la qual es troben rastres en nombroses escenes, sobretot en aquella on el personatge interpretat per Fonda explica al seu fill l'experiència que ha sofert i que és similar, invertint els papers, a un episodi traumatitzant que hauria viscut el director durant la seva infantesa.

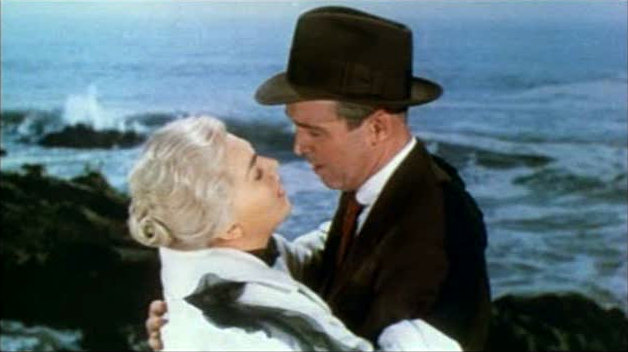
Escena de la pel·lícula Vertigen (D'entre els morts).

Alguns anys abans, Hitchcock s'havia interessat per la novel·la Celle qui n'était plus, dels francesos Pierre Boileau i Thomas Narcejac, però el llibre se li havia escapat i, finalment, va ser Henri-Georges Clouzot qui la va adaptar per a la televisió, sota el títol Les Diaboliques, i va ser estrenada el 1955. Després de The Wrong Man, Hitchcock pensa a rodar l'adaptació de Vertigen, d'entre els morts, una altra obra del tàndem.

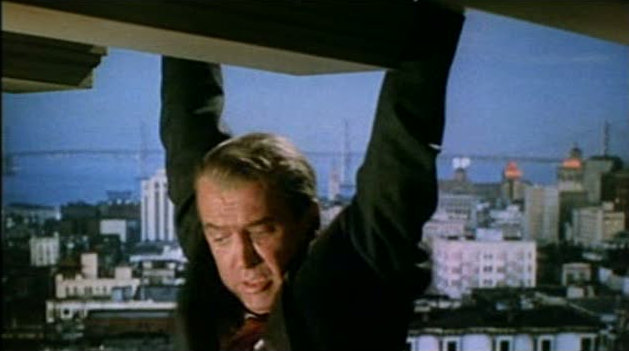
James Stewart, de nou, en Vertigen, d'entre els morts (1958). L'escena d'introducció.

Per escriure el que serà Vertigen, d'entre els morts (1958), recorre, abans de mostrar-se satisfet del guió, a no menys de tres autors. L'últim, Samuel Taylor, reconeixerà més tard que havia treballat sense llegir ni el primer guió, ni fins i tot la novel·la original, però limitant-se a seguir les indicacions del director, per tal de concentrar-se en el personatge principal. El realitzador contracta com a estrella masculina James Stewart. Per interpretar l'obsessiva dona jove, Hitchcock desitja en principi contractar Vera Miles -havia resultat excel·lent la interpretació en la seva pel·lícula precedent-, però està embarassada i es veu forçada a renunciar-hi. Aleshores, l'estudi li troba una substituta en Kim Novak, que farà aquí un dels seus millors papers.
Tot i que està centrat en un homicidi, Vertigen, d'entre els morts no és pròpiament una pel·lícula policíaca, sinó, segons les mateixes paraules del realitzador, «una història d'amor de clima estrany». Stewart és «Scottie», un antic investigador de la policia que pateix acrofòbia, que progressivament s'obsessiona amb una misteriosa jove (Novak). El vertigen invencible i l'obsessió de Scottie desemboquen en una tragèdia. Llavors, troba una altra jove que s'assembla sorprenentment a la desapareguda. La pel·lícula es decideix sense happy end. L'estrena té lloc a l'estat espanyol, en el Festival de Sant Sebastià, on Hitchcock guanya la Conquilla de Plata. Encara que actualment sigui considerat un clàssic, Vertigen, d'entre els morts s'enfronta tanmateix, en la seva estrena, a crítiques negatives i a una acollida reservada per part del públic; marca l'última col·laboració entre James Stewart i el director. La pel·lícula, tanmateix, avui és considerada per molts com una de les millors pel·lícules del realitzador, fins a arribar a encapçalar el 2012 la classificació de Sight & Sound de les millors pel·lícules de tots els temps; constituirà, d'altra banda, amb Psicosi, un dels punts de referència privilegiats per Brian De Palma per a la seva relectura cinematogràfica de l'obra hitchcockiana, en els anys 1970-1980.
El 1958, Hitchcock descobreix que la seva dona, Alma, és afectada d'un càncer de mama. Així, apareix l'any següent en Tactic, una emissió de televisió consagrada a la prevenció d'aquest tipus de càncer. Alma es curarà gràcies a un tractament experimental. També el 1958 rep diversos premis: el Globus d'Or a la millor sèrie de televisió.

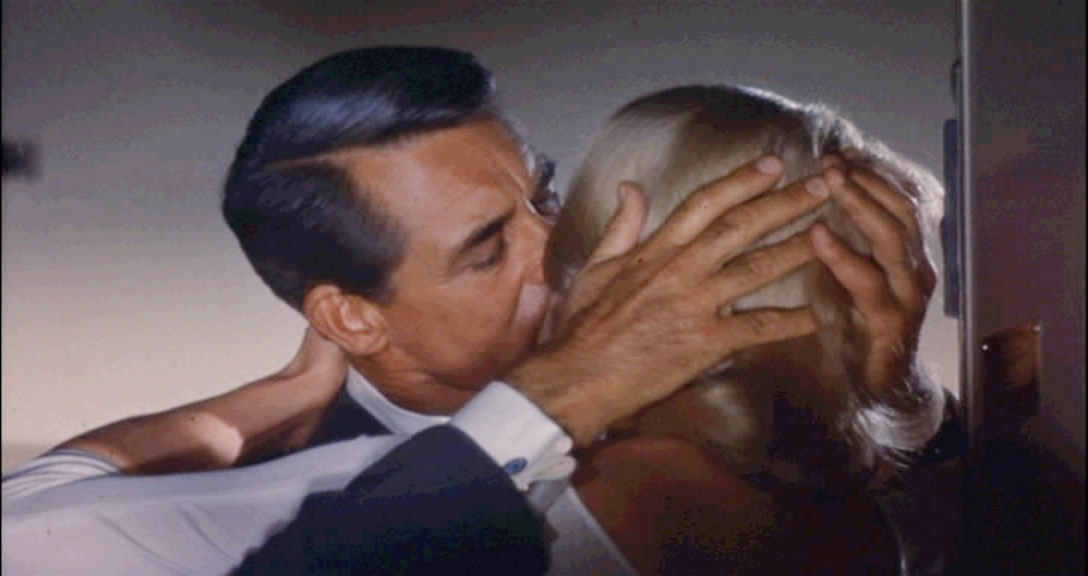
Cary Grant i Eva Marie Saint en Perseguit per la mort (1959).

Hitchcock, després, va filmar en nombroses regions dels Estats Units. A Vertigen, d'entre els morts segueixen tres altres pel·lícules d'èxit, totes reconegudes com formant part dels seus millors llargmetratges: Perseguit per la mort (North by Northwest, 1959),  Psicosi (Psycho, 1960) i Els ocells (The Birds, 1963). El primer reprèn el tema del «Senyor Ningú» pres en un engranatge, injustament perseguit, i obligat tant si com no a disculpar-se.

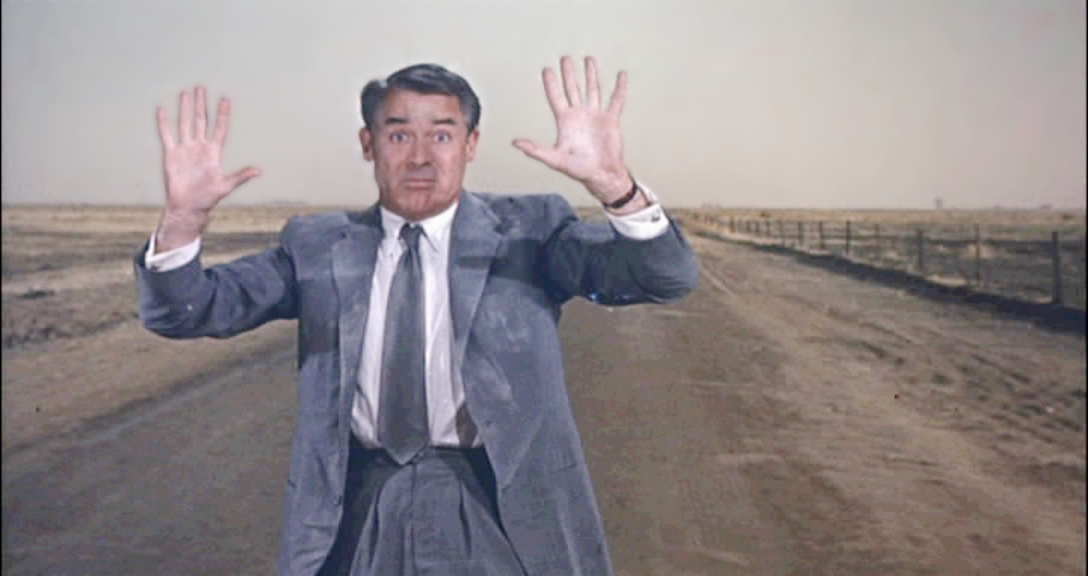
Escena de la pel·lícula Perseguit per la mort (1959).

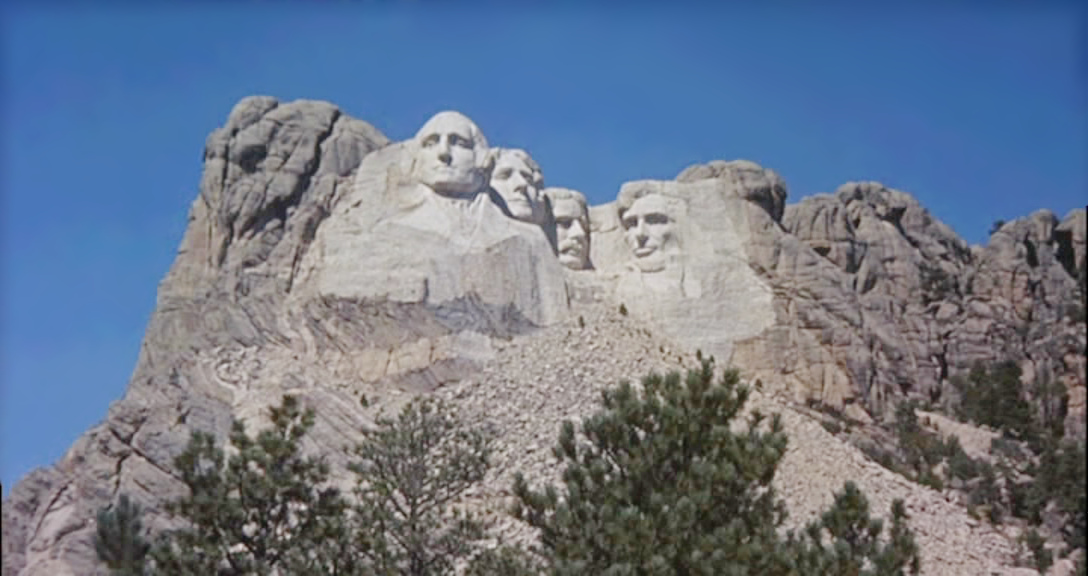
Tràiler de Perseguit per la mort.

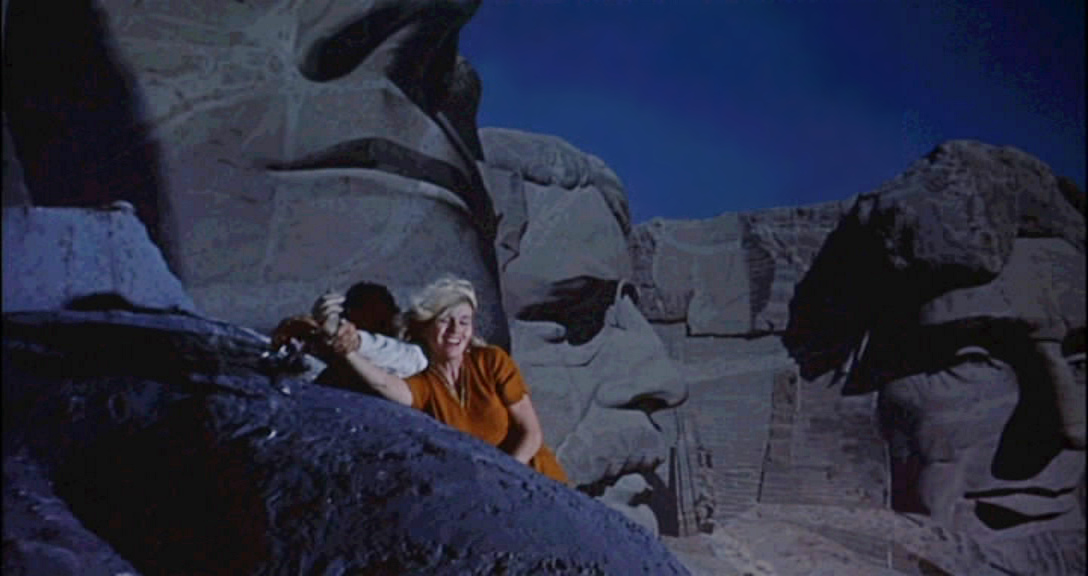
El mont Rushmore, o més aviat la seva maqueta, decorat de l'escena final de Perseguit per la mort.

En Perseguit per la mort, Cary Grant fa el paper de Roger Thornhill, un publicitari de Madison Avenue que mai no havia tingut raons més que amb la seva mare excèntrica i que, per un cúmul de circumstàncies, es troba sobtadament com a blanc d'una misteriosa organització. Coneix una rossa seductora, Eve Kendall (Eva Marie Saint), que el sedueix abans de fer-lo caure en una trampa... L'escriptura del guió original és confiada a Ernest Lehman. Per a l'escena final, Hitchcock té la idea d'utilitzar com a marc el mont Rushmore, un indret, tanmateix, protegit. El 17 de setembre del 1958, obté finalment l'autorització del ministeri de l'Interior dels Estats Units per servir-se de maquetes de les famoses escultures que representen la cara de quatre presidents. Els crèdits de la pel·lícula (àmbit en el qual Hitchcock s'havia iniciat en el cinema), com els de Vertigen, d'entre els morts, és degut al grafista Saul Bass i Bernard Herrmann, que des de Harry s'ha convertit en el compositor habitual de Hitchcock, i signa aquí la que serà una de les seves més cèlebres partitures.

#### Els anys 1960
El decenni comença amb dues pel·lícules generalment considerades com a obres d'art del director, Psicosi (1960), protagonitzada per Anthony Perkins i Janet Leigh, un dels principals èxits comercials de la seva carrera, la qual contenia una de les escenes més impactants de la història del setè art: l'assassinat de la seva protagonista a la meitat de la pel·lícula, Janet Leigh, a la dutxa, i Els ocells (1963), protagonitzada per Tippi Hedren i Rod Taylor. Les pel·lícules que seguiran seran menys personals, i potser també menys ambicioses. L'edat es comença a fer sentir; el cinema està en crisi a causa de l'arribada de la televisió a les llars, i Hitchcock ha perdut dos dels seus més propers col·laboradors: Bernard Herrmann, el compositor, i Robert Burks, el director de fotografia. Les pel·lícules realitzades després de Marnie (1964) no tindran la mateixa dimensió que les de l'«edat d'or» del realitzador.

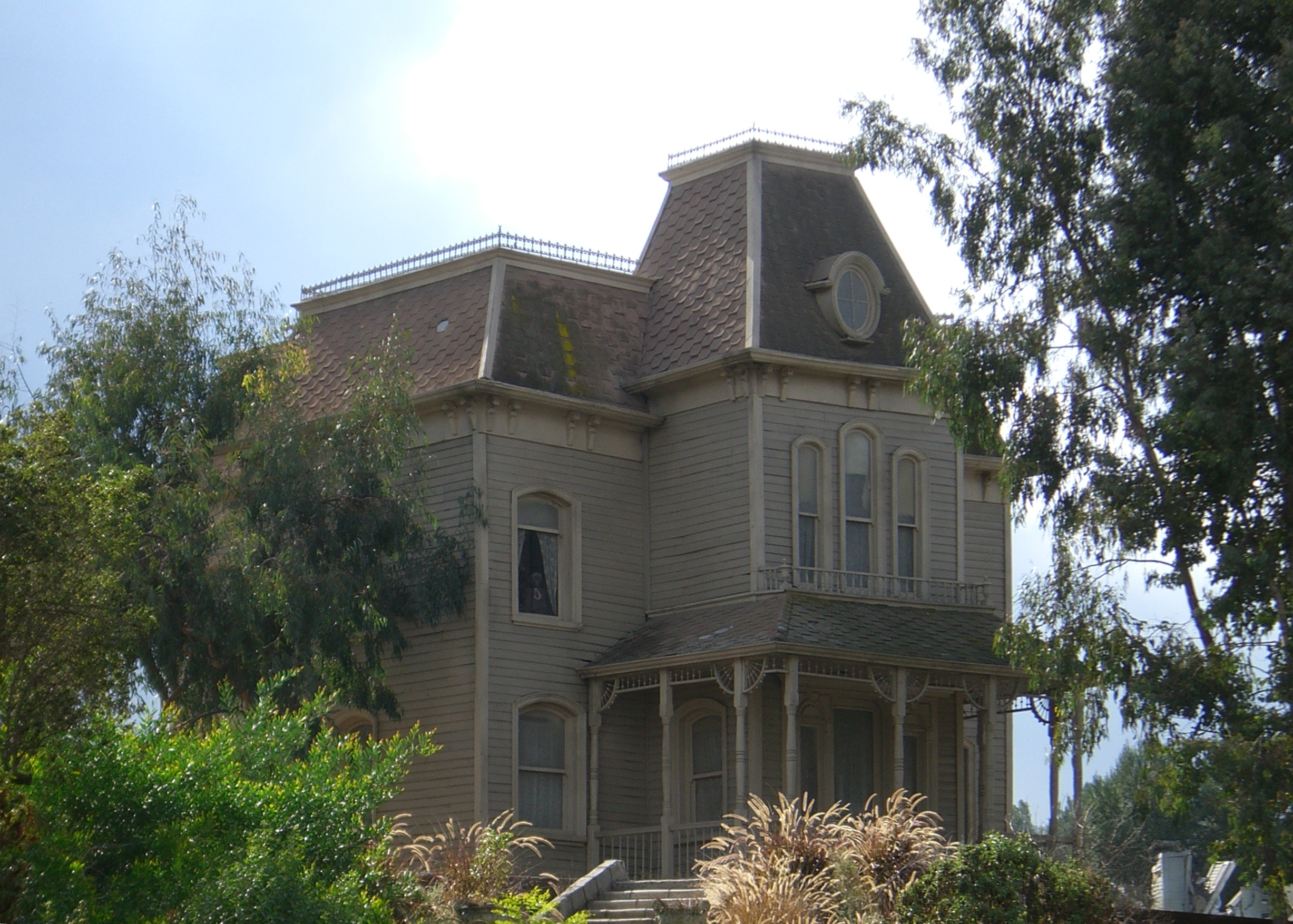
La casa de Norman Bates en Psicosi (1960). Foto treta el 2006 en els estudis Universal.

Mentre llegeix l'apartat «Llibres» del New York Times, Hitchcock es troba amb una excel·lent crítica de Psicosi, un llibre de Robert Bloch, basat en la història d'Ed Gein, un assassí en sèrie. Compra la novel·la i anuncia a la seva secretària: «Tinc el nostre proper tema». El que motiva, també i sobretot, el cineasta, és el desafiament de realitzar una pel·lícula tan eficaç com possible amb pocs mitjans. Atès que moltes males pel·lícules en blanc i negre i poc costoses resultaven un èxit en el box office, es pregunta què passaria amb una pel·lícula rodada en les mateixes condicions, però realitzada amb cura. Produïda amb un pressupost, en efecte, molt limitat –800.000 dòlars-, Psicosi és rodada amb l'equip de televisió d'Alfred Hitchcock Presents en un terreny abandonat dels estudis Universal.
Per escriure Psicosi, que es convertiria en una de les obres mestres de la filmografia del realitzador, considerat per alguns la millor, Hitchcock recupera Joseph Stefano, un guionista principiant. Tot comença amb el robatori d'una certa suma de diners per l'empleada d'una companyia d'assegurances, Marion Crane (Janet Leigh) que, atrapada en una difícil història d'amor, fa un cop de cap. Fuig amb el seu cotxe, que canvia, després d'haver estat aturada per un policia, per un cotxe d'ocasió. Sorpresa per una tempesta, decideix passar la nit en un motel, on els clients semblen haver desaparegut, i on coneix el propietari, Norman Bates (Anthony Perkins), simpàtic jove però de reaccions una mica estranyes i que viu amb la seva mare, possessiva en extrem, en una vella casa situada a prop. La seva conversa amb Norman convenç Marion de restituir els diners amagats. Mentre s'està dutxant, però, brutalment, violentament, la jove és assassinada. Un cop comprovada la desaparició dels diners i de la jove, un detectiu privat (Martin Balsam), juntament amb el seu amant i la germana de Marion (Vera Miles), van a la seva recerca... Patricia Hitchcock, filla del realitzador, té aquí un petit paper. Per a la pel·lícula, Bernard Herrmann signa de nou una música molt inspirada, casant les imatges (sobretot les ganivetades) i anticipant de meravella les emocions de l'espectador. Per a la promoció de la pel·lícula, Hitchcock insisteix perquè, contràriament al que abans era un costum, les taquilles de les sales no deixin entrar els espectadors una vegada començada la pel·lícula, la qual cosa té com a efecte fer pessigolles a la curiositat del públic.

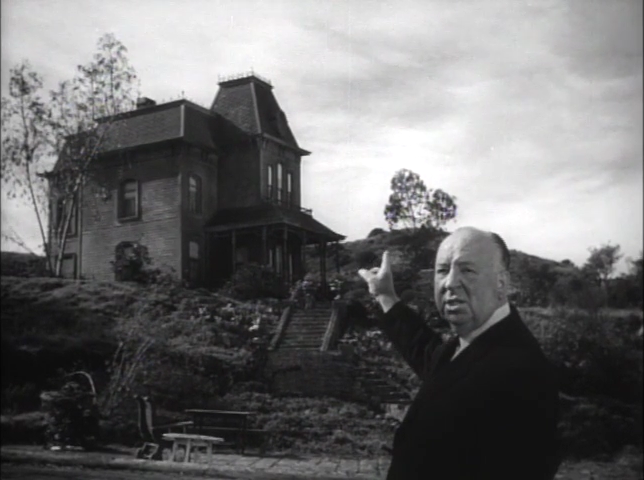
Alfred Hitchcock presentant la casa de Norman Bates en el tràiler original de Psicosi.

En l'estrena als Estats Units, la pel·lícula és mal rebuda per la crítica, segons la qual no és a l'altura de Fals culpable, Vertigen, d'entre els morts, Perseguit per la mort, i d'altres pel·lícules de Hitchcock. La raó probable d'aquestes reaccions és que els periodistes no han apreciat la pel·lícula en el cinema. El públic, tanmateix, va a la cita i la pel·lícula aconseguirà una recaptació de 40 milions de dòlars. Alguns espectadors, acostumats a veure un Alfred Hitchcock divertint en la televisió, resten sota el xoc davant la violència, del tot inesperada, de la pel·lícula. Hitchcock, forçat a explicar-se, dirà en una entrevista que Psicosi no és «més que una broma». Al mateix temps, s'alegra d'aquest èxit. A Europa, la pel·lícula és aclamada tant per la crítica com pel públic. La violència sense precedents de l'escena de la dutxa, la desaparició brutal de l'heroïna després de només algunes escenes, les vides innocents escurçades per un homicida emprenyat, totes característiques de Psicosi, seran copiades en nombroses pel·lícules de terror. Després d'haver acabat Psicosi , Hitchcock marxa a la Universal, per a la qual rodarà totes les seves altres pel·lícules.

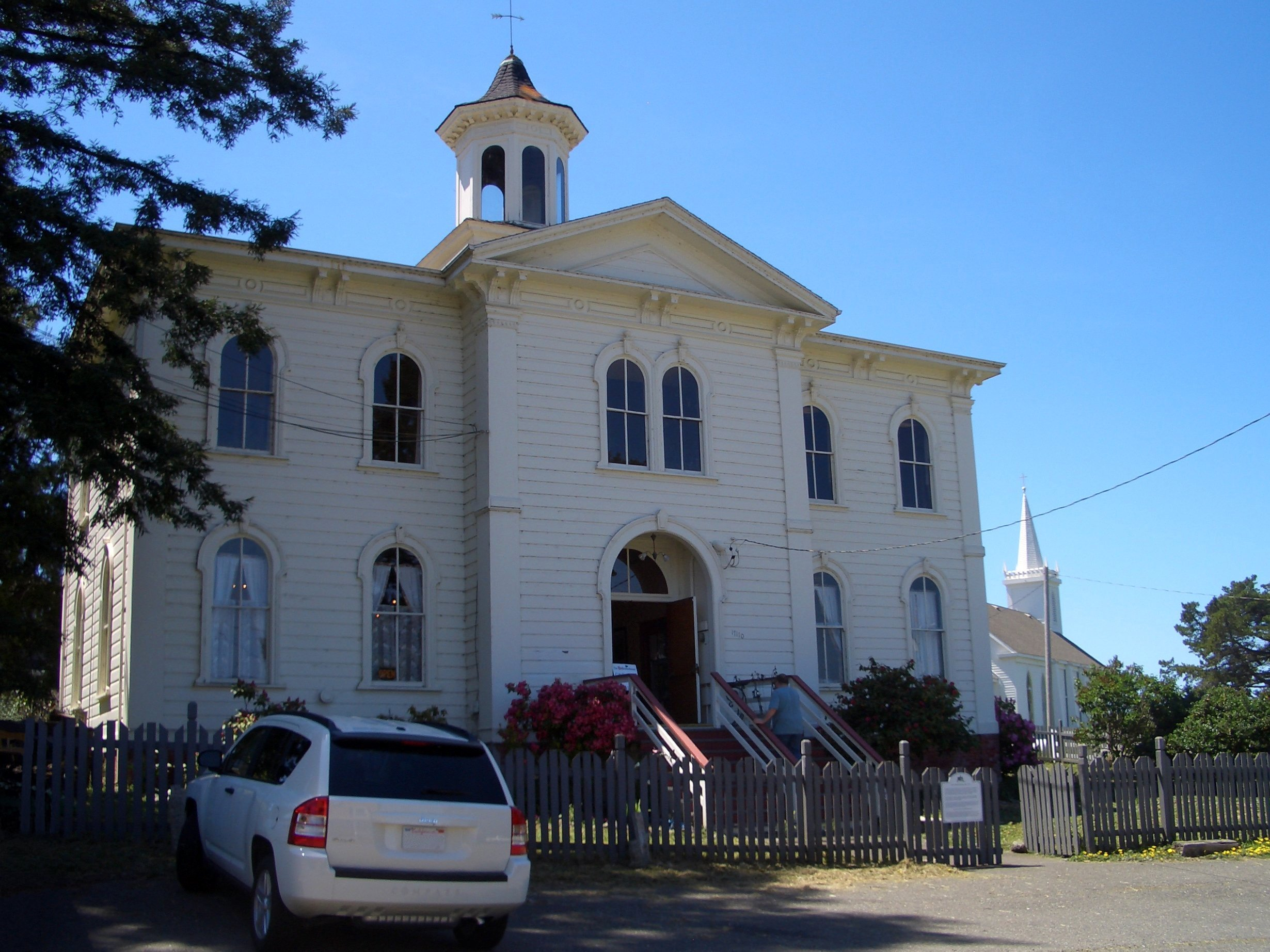
L'escola de la pel·lícula Els ocells (1963). Foto treta el 2007 a Bodega (Califòrnia).

Hitchcock té, llavors, dificultats per trobar un nou tema. Comença a treballar amb Joseph Stefano sobre el guió de Marnie, pel·lícula que havia de marcar la tornada a la pantalla de l'actriu fetitxe del realitzador, Grace Kelly que, tot i ser princesa de Mònaco, estava disposada a acceptar-ho, però al capdavall, declinarà l'oferta. Decebut però no desanimat, el realitzador, per al seu 49è llargmetratge en el cinema, es gira llavors cap a l'adaptació d'Ocells, una novel·la de Daphne du Maurier publicada el 1952 en la revista femenina "Good Housekeeping". Pensa, en principi, fer-ne un episodi d'Alfred Hitchcock Presents, però, després d'haver sentit que a Califòrnia una dona havia estat realment atacada per ocells, es decideix, malgrat les dificultats que implica i, sens dubte, en part a causa d'aquestes, a convertir-ho en l'argument del seu pròxim llargmetratge.

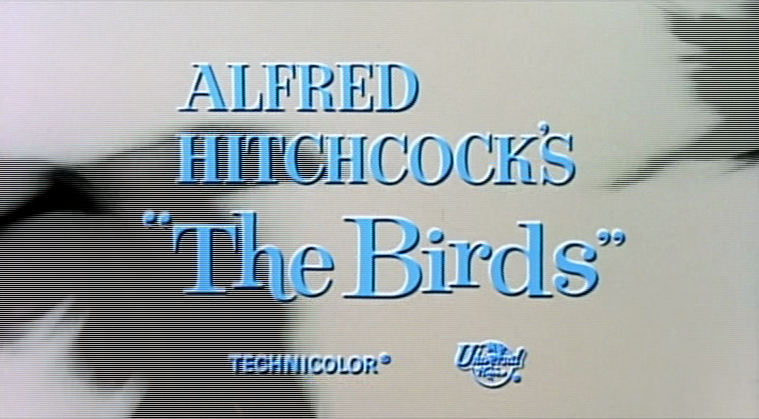
Tràiler original dEls ocells (The Birds, 1963). L'Apocalipsi, segons Hitchcock.

A propòsit d'Els ocells, el director declararà:
«Es podria dir que el tema dels Ocells és l'excés d'autosatisfacció que s'observa en el món: la gent és inconscient de les catàstrofes que ens amenacen».
Stefano, que produïa llavors la sèrie The Outer Limits, no estava disponible i Hitchcock, des d'aleshores, busca un altre guionista. Després d'haver considerat diversos candidats potencials, entre els quals Ray Bradbury, el realitzador es decanta per Evan Hunter (que seria famós amb el pseudònim d'Ed McBain), que accepta. L'èxit de Psicosi, malgrat l'absència de grans estrelles, fa decidir Hitchcock tirar endavant amb Els ocells. Per encarnar el paper principal, després d'unes quantes proves amb diverses actrius, tria finalment una desconeguda, Tippi Hedren, que s'afegirà des d'aleshores amb Ingrid Bergman i Grace Kelly al grup tancat de les «rosses hitchcockianes».
Tindrà com a companys Rod Taylor, Suzanne Pleshette i Jessica Tandy. La pel·lícula comença en una botiga on es venen ocells i per la trobada fortuïta i un joc de seducció entre la filla d'un magnat de la premsa, Melanie Daniels (Hedren), i un advocat, Mitch Brenner (Taylor). Aquest últim vol oferir a la seva jove germana una parella d'inseparables (en anglès: lovebirds , literalment «ocells d'amor»). Després de l'episodi, i encara que la trobada havia anat bastant malament, Melanie, impulsivament, decideix tornar a veure l'home a qui, de fet, va a veure amb la seva mare i la seva germana en una casa aïllada en un petit illot de Bodega Bay, un indret bastant allunyat de casa seva. Aviat, l'indret es converteix en el blanc d'atacs d'ocells de totes les espècies, la causa dels quals no és explicada en la pel·lícula, «sens dubte, per subratllar el misteri de forces desconegudes».
El realitzador disposa aquí d'un pressupost de 2 milions i mig de dòlars, més folgat que el de la seva pel·lícula precedent, diners que seran sobretot dedicats als efectes especials, que són objecte d'una cura particular. Les seqüències on es veuen ocells atacant requeriran, en efecte, centenars de preses, barrejant escenes reals i escenes d'animació. El rodatge comença el 5 de març del 1962; tot ha estat meticulosament previst, ja que a Hitchcock no li agraden els exteriors, per les dificultats relatives al control, sobretot de la llum i del soroll ambient. Per a la banda sonora, la música és reemplaçada per efectes compostos, entre d'altres, de la gravació de crits d'ocell i del batre d'ales; Herrmann està encarregat de supervisar la distribució en les diferents escenes. Amb un gran pressupost i una pel·lícula que considerava, segons pròpia confessió, com «la més important», Hitchcock no pot decebre.
Els ocells es presenta per primera vegada en l'obertura del Festival de Canes del 1963, fora de la selecció oficial. Sortint de la projecció, el públic és en estat de xoc: «No són alguns coloms bonassos, ni l'encant de Tippi Hedren el que atenuarà la impressió de terror sentida en la presentació de la pel·lícula Els ocells ». Als Estats Units, la pel·lícula guanya en total 11.403.559 de dòlars, un resultat menys bo que el previst, però amb el qual, tanmateix, es tranquil·litza el director. Els ocells figurarà al 16è lloc de les pel·lícules més vistes l'any 1963. Avui en dia, la pel·lícula és considerada com un clàssic del cinema de terror.

Psicosi i Els ocells són particularment destacables per la seva banda sonora no habitual, orquestrada en els dos casos per Bernard Herrmann. Les cordes estridents interpretades en la primera escena de l'homicidi en Psicosi constitueixen en aquell temps una innovació. Pel que fa a la pel·lícula Els ocells, deixa de costat els instruments de música convencionals i, en lloc d'això, recorre a una banda sonora produïda de manera electrònica, només guarnida per la cançó dels col·legials, sense acompanyament, just abans de l'atac de la vertadera escola de Bodega Bay. Cal destacar igualment que Santa Cruz serà citada com el lloc on el fenomen dels ocells s'hauria produït inicialment.
Aquestes pel·lícules són considerades com les últimes grans pel·lícules de Hitchcock. Alguns crítics, com Robin Wood i Donald Spoto, estimen tanmateix que és Marnie, estrenada el 1964, una de les obres principals del realitzador, i d'altres, com Claude Chabrol, consideren que Frenesí és injustament subestimada.
La seva salut empitjora i Hitchcock és obligat a reduir la seva producció durant els dos últims decennis de la seva carrera. Roda dos thrillers d'espionatge sobre el fons de la guerra freda. El primer, Cortina esquinçada (Torn Curtain, 1966), té com a protagonistes Paul Newman i Julie Andrews.
Cortina esquinçada marca la fi, bastant trista, de la col·laboració, que durava dotze anys, entre Hitchcock i el compositor Bernard Herrmann. Descontent amb la partitura que ha preparat Herrmann, Hitchcock l'acaba reemplaçant per John Addison. La pel·lícula s'estrena als Estats Units el 27 de juliol del 1966.
La pel·lícula següent de Hitchcock, Topaz, és l'adaptació d'una novel·la de Leon Uris (autor d'Exodus).
La història comença a Dinamarca i continua als Estats Units, a Cuba i a França. Frederick Stafford és contractat per al paper principal; entre la resta del repartiment, més aviat heteròclit, figuren John Forsythe, i els francesos Dany Robin, Claude Jade, Michel Subor, Philippe Noiret i Michel Piccoli. Al final del rodatge, com de costum, s'efectuen proves de les projeccions, i resulten desastroses: la pel·lícula és jutjada massa llarga, avorrida, i el final, un duel que enfronta Devereaux (Stafford) i Granville (Piccoli), ridícul. Com a conseqüència, es tallen escenes, altres són escurçades, d'altres fins i tot accelerades, i es proposen dos finals opcionals: l'un mostra Devereaux pujant en un avió i veient que Granville puja en un altre avió amb destinació a la Unió Soviètica; i l'altre, que és bastant sec, mostra, o més aviat suggereix (els actors no estan disponibles per rodar més escenes) el suïcidi de Granville: es veu furtivament un home entrar en una casa, després se sent un tret. Aquest final serà conservat per a l'estrena en sales, el 1969. El National Board of Review atorgarà, no obstant això, el premi al millor director a Hitchcock per a aquest film. Topaz, com Cortina esquinçada, rebrà una mitjana acollida de part de la crítica.
El 1968, rebé de part de l'Acadèmia de les Arts i les Ciències Cinematogràfiques el Premi Irving G. Thalberg a tota la seva carrera. Posteriorment, rebé un homenatge a Nova York realitzat per la Societat Cinematogràfica del Lincoln Center, i acudí amb Grace Kelly a la cerimònia. Quatre anys més tard, J. Russel Taylor publicà la primera biografia autoritzada d'Alfred Hitchcock. El 1976, rodà Family Plot, la trama protagonitzada per Karen Black i Bruce Dern, última pel·lícula del director. El 1979, l'American Film Institute li atorgà el premi a la tasca de tota una vida, i aquell mateix any la reina Isabel II del Regne Unit li atorgà el títol de Sir.
Un any més tard, el 29 d'abril del 1980, Hitchcock mor a la seva casa de Los Angeles, als 80 anys.

## Hitchcock: el mestre del suspens

### Obra
Alfred Hitchcock va desenvolupar, en les seves pel·lícules, una tendència cap a temes que es repeteixen i mecanismes cinemàtics com el suspens, el públic com a voyeur, i el seu conegut "MacGuffin", un detall aparentment menor que serveix de pivot sobre el qual fer girar la narració. Hom pot gairebé sentir moltes vegades que, com a director, es repeteix la mateixa pel·lícula. Altres temes que apareixen repetidament en les seves pel·lícules són els ocells, la mare o les dones rosses.

### Influències

#### La influència d'Alfred Hitchcock
Les innovacions i la visió de Hitchcock han influenciat un gran nombre de cineastes, per exemple, Truffaut, Chabrol, Roman Polanski o Steven Spielberg, de productors i d'actors. Aquesta influència s'ha notat sobretot en la tendència que tindran els directors de controlar els aspectes artístics de les seves pel·lícules, malgrat els productors.
Si Hitchcock és avui considerat de molt com un dels principals realitzadors de cinema, no era el cas en el moment de l'estrena de les seves pel·lícules. La crítica l'ha acusat de vegades d'explotar sempre la mateixa història, o fins i tot li ha retret que faci les seves pel·lícules en funció del públic. Pel que fa a aquest últim punt, Hitchcock responia que no comprenia l'actitud nominalista de certs realitzadors que fan films per a ells mateixos. Avui en dia, nombrosos directors s'inspiren directament en el treball de Hitchcock. És el primer a haver aplicat en les seves pel·lícules totes les «receptes» del suspens i escenes d'antologia sempre apreciades, com la dutxa en Psicosi, mostra fins a quin punt continua sent popular. No obstant això, Hitchcock sempre ha estat sotmès al plebiscit pel públic. A més, s'han fet nombroses pel·lícules, picades d'ull a Hitchcock.
Amb Psicosi i, deu anys abans, Pànic a l'escenari (1950), Hitchcock és el precursor del que, en els anys 1990-2000, es convertirà gairebé en un gènere: la pel·lícula «de gir argumental».

#### L'exegesi De Palma
Entre els realitzadors ulteriors, el més inclinat per l'obra de Hitchcock és, sense discussió, almenys al començament de la seva carrera, Brian De Palma, qualificat llavors de «mestre modern del suspens». Després d'haver vist Vertigen, Brian De Palma deixa de costat uns estudis científics prometedors per girar-se cap al cinema. En les seves pròpies pel·lícules, lluny de conformar-se a imitar Hitchcock, pàl·lidament o fins i tot brillantment, De Palma el revisita, en proposa una lectura particular. La seva atenció es concentra essencialment en tres obres: La finestra indiscreta, Vertigen (D'entre els morts) i Psicosi.
Les pel·lícules de De Palma es diferencien en principi de les de Hitchcock pel fet que són realitzades en un moment en què s'han relaxat considerablement en el cinema estatunidenc les restriccions severes de la representació o, fins i tot, l'evocació de la sexualitat. Així, són freqüentment amanides amb escenes eròtiques, apuntant deliberadament a excitar l'espectador, i aborden de cara temes com la insatisfacció sexual, l'exhibicionisme, la transsexualitat, la pornografia, fins i tot la impotència, l'incest. i el fetitxisme. El voyeurisme, al mateix temps que és explotat, és explorat sota múltiples facetes, sobretot el de la seva relació amb els mitjans de comunicació de totes les maneres. El tema del doble constitueix, igualment en De Palma «autor» com en Hitchcock, un subjecte permanent d'interrogació.

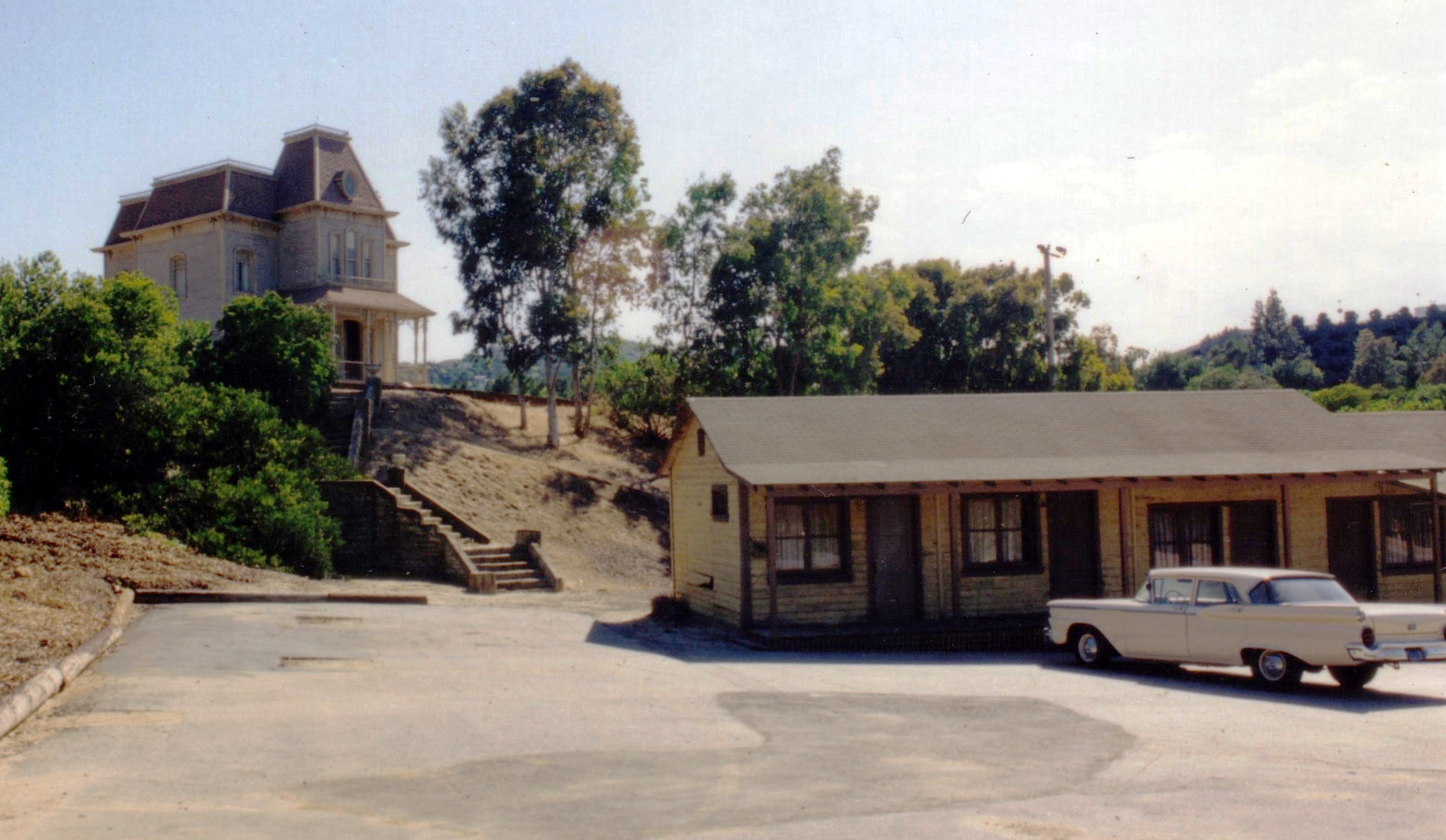
Psicosi, l'hotel dels Bates: lloc de rodatge de l'escena principal.

De Palma es refereix, en principi de manera indirecta, a Alfred Hitchcock, en Sisters (Germanes de sang, 1973), Obsessió (1976) i Carrie, (1976). La primera, amb música de Bernard Herrmann, fa al·lusions a La finestra indiscreta -i fins i tot una citació quasi «literal»- i explora, com en Psicosi, a partir del cas d'una jove esquizofrènica de resultes de la mort de la seva germana siamesa, el tema del doble i del desdoblament de la personalitat. Obsessió (1976), guió de Paul Schrader segons una història de De Palma, es basa en una relectura de Vertigen, integrant-hi el tema de l'incest. El compositor de la música de la pel·lícula és també Herrmann. Pel que fa a Carrie, es tracta de l'adaptació d'una novel·la de Stephen King. No obstant això, els efectes utilitzats són calcats dels utilitzats per Hitchcock, sobretot en Psicosi, a la qual, d'altra banda, ret homenatge a través del nom donat a l'escola de Carrie, la Bates High School. Carrie, tanmateix, respecte a les pel·lícules de Hitchcock, força el tret, amb seqüències humorístiques –els exercicis, càstig al camp d'esports, l'emprovador– que ratllen el grotesc i, a tall d'apoteosi, una llarga seqüència de suspens de terror, dramatitzada gairebé a ultrança, fins al sobresalt final. El simbolisme, present de manera subtil amb Hitchcock, és igualment present en la pel·lícula de De Palma, però de manera més ostensible, sobretot amb la imatge de la mare «crucificada» que recorda la del sant Sebastià, o els centenars d'espelmes que es poden veure arreu a la casa quan Carrie, després del ball, la humiliació i la venjança, torna a casa seva. La casa de Carrie i la seva mare té una certa relació amb la de Norman Bates (i la seva mare). Pel que fa a la música, Donaggio s'inspira directament en la de Herrmann de Psicosi. El guió de Vestida per matar (1980) és una combinació de Vertigen i Psicosi. Com en Vertigen, la pel·lícula, després de la presentació dels personatges, prossegueix amb una llarga seqüència de seducció, evocant una exhibició amorosa, desenvolupant-se en gran part en un museu i en el transcurs de la qual no es diu res. Com en Psicosi, la pel·lícula s'acaba amb una exposició d'aspectes científics, en relació amb la personalitat i les motivacions de l'homicida. Són els conflictes relatius a la seva identitat sexual, que són la causa del desdoblament de personalitat de l'homicida de Vestida per matar. Body Double (1984) és una relectura de La finestra indiscreta i Vertigen. El paper principal femení és interpretat per Melanie Griffith, filla de Tippi Hedren. La pel·lícula és, més enllà d'una simple diversió, una reflexió sobre el cinema i els seus artificis (com el títol de la pel·lícula, en part, ho indica: la «doble»), i sobre els «defectes» sexuals (voyeurisme, exhibicionisme, fins i tot fetitxisme), en el context dels anys 1980, amb l'emergència del vídeo, la popularització relativa del cinema gore i el desenvolupament de la indústria pornogràfica.
De Palma, en aquestes pel·lícules, recorre, d'altra banda, a la split screen, procediment que mai no va utilitzar Hitchcock, però que correspon a seqüències de La soga, o Marnie, en les quals l'espectador pot assistir a escenes concomitants, l'una susceptible de tenir un efecte sobre l'altra. En les pel·lícules de De Palma, l'efecte no té, tanmateix, sempre la mateixa funció; s'assembla llavors, més aviat, a les finestres de La finestra indiscreta, o té per objectiu causar una espècie de vertigen nauseabund, d'«atipar-se» d'alguna manera d'imatges l'espectador-voyeur.

#### La "Psycho" de Van Sant
Psycho (1998) de Gus Van Sant reprèn en alguns detalls els mateixos plans que l'original, però rodada en color. Van Sant explicarà: «Es tracta més d'una rèplica que d'un remake [...]; és gairebé com si realitzéssim en fals. Com si féssim una còpia de La Gioconda o de David». La pel·lícula, no obstant això, serà un fracàs.

#### Influència sobre el cinema de gènere
Hitchcock ha exercit una influència enorme sobre el desenvolupament d'alguns gèneres cinematogràfics, essencialment amb dues de les seves pel·lícules: Psicosi (1960) i Els ocells (1963), realitzades quan ja era sexagenari. El primer és, sobretot, en l'origen del slasher, subgènere del cinema de terror, que agrupa les pel·lícules on un assassí psicopàtic elimina un per un els personatges de la història, i el segon es troba en l'origen de les pel·lícules de catàstrofes, i particularment de tota una sèrie de pel·lícules que posen en escena animals assassins. Psicosi serveix de referència reconeguda a John Carpenter's Halloween  (1978) de John Carpenter, i ha engendrat una panòplia de pel·lícules des de The Texas Chain Saw Massacre (1974) de Tobe Hooper, -la història del qual sembla igualment inspirada en la d'Ed Gein- fins a Scream (1996) de Wes Craven, i ben més enllà, passant per Divendres 13 (1980) de Sean S. Cunningham o A Nightmare on Elm Street (1984) de Craven. Pel·lícules que, majoritàriament, i com la mateixa Psicosi, tindran continuacions, de vegades en un nombre prou important.
Els ocells anuncia les pel·lícules de catàstrofes, encara que el terme serveixi més aviat per designar pel·lícules on es pregunta per desastres factibles, en qualsevol cas més comuns que un atac massiu d'ocells. Es podria dir que crea un subgènere abans que el gènere mateix existeixi, un subgènere en el qual es pot encabir una pel·lícula com Jaws (1975) de Steven Spielberg, i moltes d'altres, d'una qualitat sovint ben més discutible. Certs ingredients d'Els ocells  es trobaran en la majoria de les pel·lícules de catàstrofes: la descripció d'una història personal -sovint les històries personals són multiplicades en les pel·lícules de catàstrofes posteriors, «clàssiques»-, la descripció d'una comunitat i de les seves reaccions de cara a la catàstrofe, i la descripció, en diverses escenes xoc, de la catàstrofe en si mateixa. Jaws s'acosta clarament al model ofert per Els ocells. Les dues pel·lícules són adaptacions d'obres literàries, però la tria dels elements que es troben en la pantalla és quasi idèntica a Jaws: descripció de la família del cap Brody (Melanie, Mitch i la seva mare), de la comunitat d'Amity (Bodega Bay) -amb, en les dues pel·lícules, una bufetada: Melanie la dona en Els ocells i Brody la rep en Jaws-, i escenes d'emoció forta destil·lades progressivament en la pel·lícula.

### Elscameosde Hitchcock

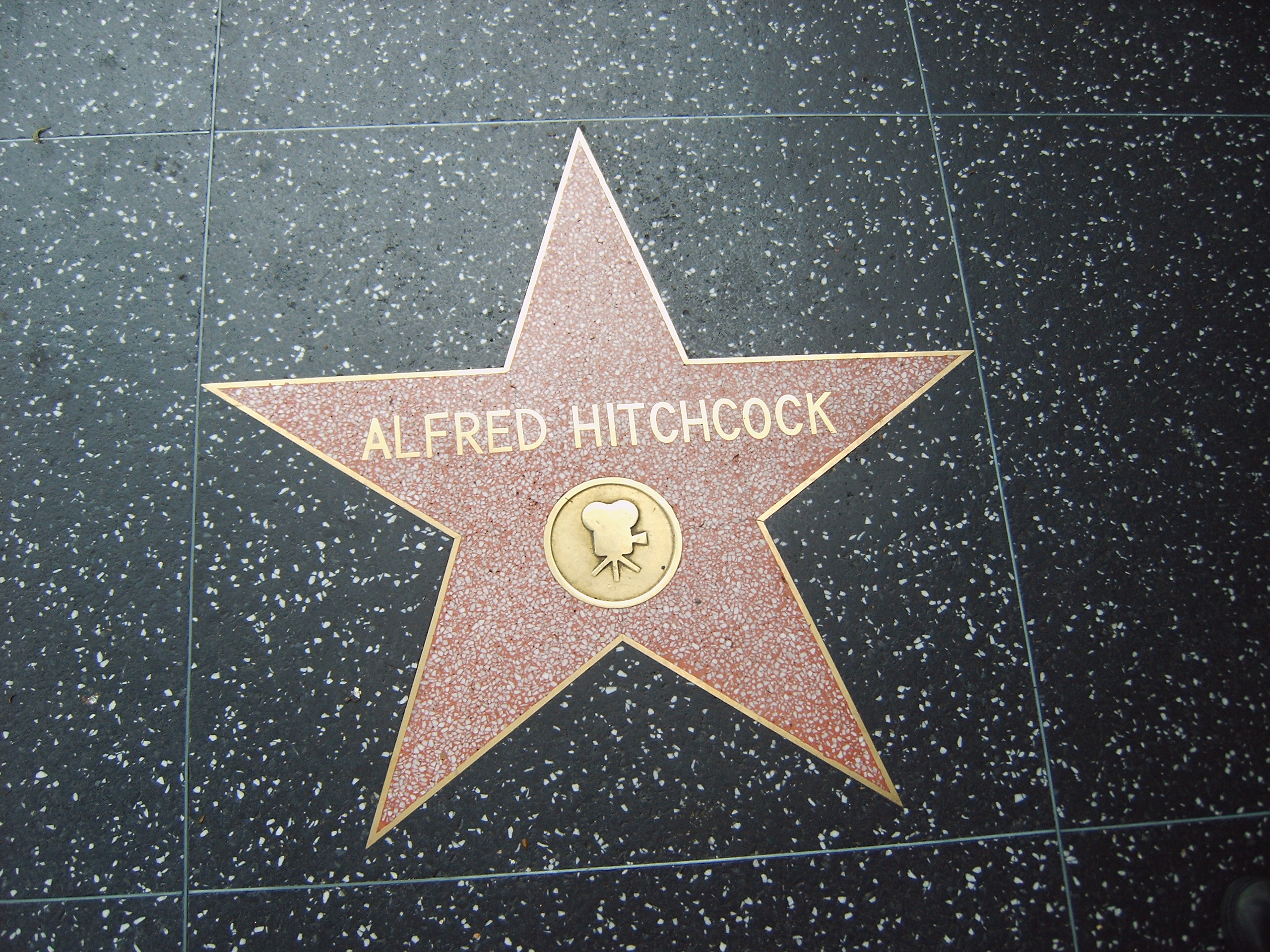
Estrella del passeig de la Fama.

La gran majoria de les pel·lícules d'Alfred Hitchcock (37 de 53) contenen cameos d'ell mateix, breus aparicions «extraordinàries», fora del context general, que al director li agradava fer. El director apareix efímerament com a extra o es veu una imatge seva en una foto o en un diari.
En les seves primeres pel·lícules és més difícil trobar-lo, ja que s'amagava en la multitud o no portava ni feia res que cridés l'atenció, però a mesura que la seva fama va anar creixent, els seus cameos van ser més visibles i vistosos. Van arribar a ser tan famosos, que en les seves últimes pel·lícules els feia en els primers minuts perquè els espectadors no s'entretinguessin buscant-ho al llarg de la pel·lícula i poguessin centrar-se en l'argument.
Això d'aparèixer en les seves pel·lícules era un hàbit que el director britànic va explicar en el llibre-entrevista amb François Truffaut, 1967:
«Era estrictament funcional, perquè havíem d'omplir la pantalla. Més tard, es va convertir en una superstició, i, finalment, un gag. No obstant això, avui és un gag que fa nosa, i per permetre a la gent veure la pel·lícula amb facilitat, em preocupo que surti en els primers cinc minuts».

## Les dones de Hitchcock

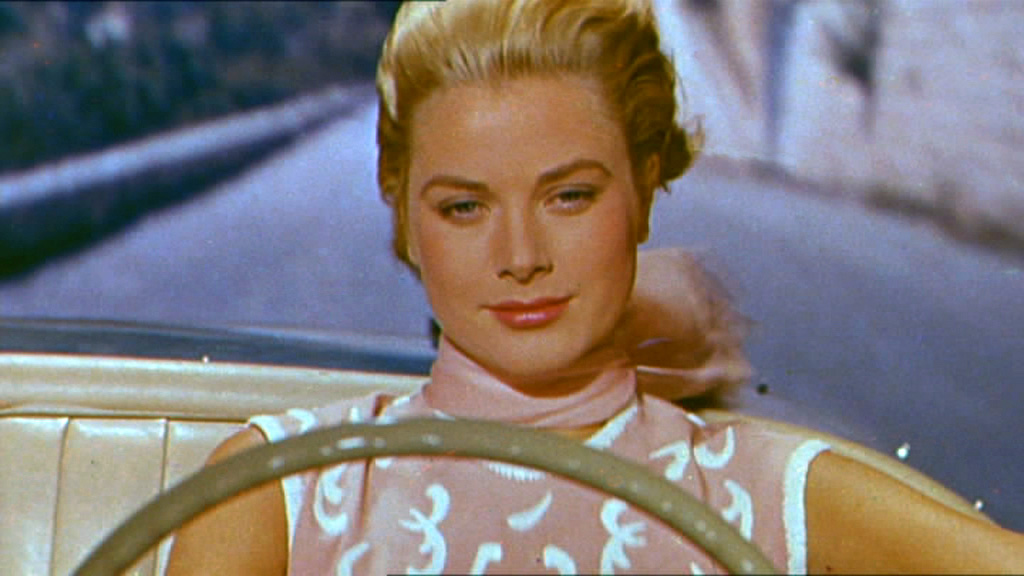
Grace Kelly representava perfectament el prototip de dona en el que es reiterava Hitchcock en les seves pel·lícules.

Hitchcock era un personatge peculiar i molt meticulós. Hi ha diversos elements en la seva obra que el distingeixen de la resta de directors però un aspecte que destaca especialment són les figures femenines. En gairebé tota la seva filmografia es repeteix el mateix prototipus de dona: rossa, esvelta, elegant i d'aspecte fred. Algunes de les actrius que protagonitzaren els seus films més famosos, i que, per tant, complien els requisits físics imposats pel cineasta foren: Grace Kelly, Tippi Hedren, Doris Day i Janet Leigh. Ell mateix va afirmar que “les rosses fan millors víctimes, són com la neu verge que mostra empremtes de sang”, d'aquesta manera, les protagonistes dels seus films generalment eren rosses i patien d'alguna manera. Per exemple; Grace Kelly, és agredida per un veí a The rear window (1954); Tippi Hedren és atacada reiteradament per ocells a The Birds (1963); Doris Day pateix el rapte del seu fill a The man who knew too much (1956); Janet Leigh, és assassinada a Psycho (1960); o Kim Novak, que es precipita al buit des d'un campanar a Vertigo (1958).
Pel que fa a la feminitat de Hitchcock també cal fer referència a les figures maternals que apareixen a les seves pel·lícules, ja que solen ser personatges foscos, dones molt possessives amb el seu fill, normalment el protagonista, i s'oposen a la relació amb qualsevol altra dona per por a ésser abandonades. En són exemples d'aquest tipus de mares els personatges de Mrs. Bates a Psycho (suposadament amb problemes mentals i amb la capacitat d'assassinar reiteradament) o el de Lydia a The Birds (frígida i distant). Tot i així, les mares de Hitchcock no són “malvades” perquè sí, sinó que, si ens posem a analitzar aquests personatges, cadascuna d'elles compta amb els seus propis dimonis que les han fet adoptar aquest comportament sobre protector i gelós amb els seus respectius fills. Cal remarcar que l'interès del cineasta per treballar psicològicament els seus personatges prové de la forta influència sobre Hollywood que les idees de Sigmund Freud van tenir a partir dels anys 50, ja que gairebé tots els directors de renom van començar a llegir les teories del neuròleg austríac.

## La influència de Griffith
Quan parlem de Hitchcock i la seva obra estem també indirectament parlant del cineasta estatunidenc D. W. Griffith, considerat el pare del llenguatge cinematogràfic. En conseqüència, Hitchcock és considerat Griffith en la seva màxima exposició. El britànic admirava la seva obra i ambdós coincidien en diversos aspectes de la seva manera de treballar.
Griffith volia experimentar amb el seu cinema, volia explorar i trobar sempre noves maneres de treballar. Aquesta filosofia també va acompanyar a Hitchcock durant la seva trajectòria. Tant l'estatunidenc com el britànic coincidien en la fluïdesa temporal en les seves obres i entenien que no calia saturar a l'espectador amb un excés d'informació. El públic pot entendre moltes coses a partir de suggeriments donats pel director, el qual només ha de fer a l'espectador seguir les pistes. També compartien un gran interès per la icona femenina abocada sempre al perill i al patiment. A més a més, predominava el melodrama emmarcat sempre dins l'acció i el suspens. Ambdós trencaven cànons establerts en les seves obres: per una banda, Griffith matava al president dels Estats Units en un dels seus films i Hitchcock matava a Janet Leigh, l'estrella de la seva pel·lícula, a meitat del film a Psycho.

## Filmografia
El nombre total de llargmetratges realitzats per Alfred Hitchcock per al cinema és de cinquanta-quatre, o cinquanta-tres si s'omet Mary, versió de Murder! rodat amb actors alemanys. La primera és en realitat The Pleasure Garden, i no Number Thirteen, que va romandre inacabada i de la qual el que s'havia rodat sembla avui perdut. The Mountain Eagle, la segona pel·lícula de Hitchcock, és igualment considerada com a perduda. De Blackmail, existeixen dues versions: l'una, muda i l'altra sonora.
Han estat doblats al català 24 llargmetratges.
En la televisió, com a productor destaca Alfred Hitchcock Presents (entre 1956 i 1958) i The Alfred Hitchcock Hour (1964), de les quals dirigirà alguns capítols.
El 8 de gener del 2014, el diari The Independent va anunciar que s'havia restaurat un documental que Hitchcock havia rodat sobre l'holocaust nazi, i que es podria projectar de manera íntegra a finals d'aquell any. Les imatges van ser descobertes a la dècada de 1980 per un investigador estatunidenc i, temps després, se'n va projectar una part el 1984 al Festival Internacional de Cinema de Berlín, amb el títol Memory of the Camps.

## Col·laboradors
Al llarg de la seva carrera, va establir forts vincles professionals amb:
| - Actrius: - Ingrid Bergman - Joan Fontaine - Tippi Hedren - Grace Kelly - Vera Miles - Actors: - Leo G. Carroll - Joseph Cotten - John Forsythe - Farley Granger - Cary Grant - Gregory Peck - James Stewart - John Williams (actor) | - Equip de filmació: - Saul Bass - Dissenyador dels títols de crèdit - Robert F. Boyle - Director artístic - Henry Bumstead - Decorador - Robert Burks - Director de fotografia - Edith Head - Dissenyadora de vestuari - Bernard Herrmann - Música - George Tomasini - Editor - Guionistes: - Charles Bennett - Joan Harrison - John Michael Hayes - Ben Hecht - Ernest Lehman - Alma Reville - Samuel A. Taylor |

## Premis i nominacions
Al llarg de la seva carrera cinematogràfica, Hitchcock va guanyar diversos premis i va estar nominat a molts d'altres, dels quals destaquen els següents:

### Premis
- 1950: Menció especial al Festival Internacional de Cinema de Locarno per Pànic a l'escenari
- 1958: Globus d'Or al millor programa de televisió - Alfred Hitchcock Presents
- 1958: Conquilla de Plata al millor director al Festival Internacional de Cinema de Sant Sebastià per Vertigen (D'entre els morts)
- 1959: Conquilla de Plata al millor director al Festival Internacional de Cinema de Sant Sebastià per Perseguit per la mort

### Nominacions
- 1940: Oscar al millor director per Rebecca
- 1944: Oscar al millor director per Lifeboat
- 1945: Oscar al millor director per Spellbound
- 1954: Oscar al millor director per La finestra indiscreta
- 1953: Gran Premi al Festival Internacional de Cinema de Canes per Jo confesso
- 1955: Lleó d'Or al Festival Internacional de Cinema de Venècia per To Catch a Thief
- 1956: Palma d'Or al Festival Internacional de Cinema de Canes per L'home que sabia massa
- 1956: Gran Premi al Festival Internacional de Cinema de Canes per Notorious
- 1958: Primetime Emmy al millor director - Sèrie per Alfred Hitchcock Presents
- 1958: Primetime Emmy al millor presentador - Home o dona per Alfred Hitchcock Presents
- 1959: Primetime Emmy al millor director d'un programa dramàtic de menys d'una hora per Alfred Hitchcock Presents
- 1960: Oscar al millor director per Psicosi
- 1968: Premi Irving G. Thalberg
- 1972: Premi Cecil B. DeMille
- 1973: Globus d'Or al millor director per Frenesí